# Liste der Kulturdenkmale in Berlin-Köpenick

Lage von Köpenick in Berlin

In der Liste der Kulturdenkmale von Köpenick sind die Kulturdenkmale des Berliner Ortsteils Köpenick im Bezirk Treptow-Köpenick aufgeführt.

## Denkmalbereiche (Ensembles)
| Nr.      | Lage | Offizielle Bezeichnung | Bestandteile / Beschreibung | Bild                                   |
| -------- | --- | --- | --- | -------------------------------------- |
| 09095582 | Alt-Köpenick 1/3, 4/10,7/9, 12–22, 24, 31–34, 36/38, 39 Alter Markt 1–12 Böttcherstraße 1–3 Claus-Dieter-Sprink-Weg Freiheit 1–9, 11/17, 12/16 Futranplatz Grünstraße 4–7, 9–25 Jägerstraße 1–7 Katzengraben 1/11, 13–17, 19–20 Kietzer Straße 1–7, 10–14 Kirchstraße 1–7 Laurenzstraße 1–2 Lüdersstraße 2/16, 15 Luisenhain Rosenstraße 1, 3–6, 8–10, 13/19 Schüßlerplatz Spindlergasse (Lage) | Altstadt Köpenick Baudenkmale siehe: Alter Markt 1; 4; 7; 9; 10 Alt-Köpenick 9; 10; 15; 21–29; 36; 38 Freiheit 1; 12; 12A–C; 14; 15; 16 Katzengraben 3; 9; 11; 14; 19 Kietzer Straße 4 Kirchstraße 4 Laurenzstraße 1/1A | Weitere Bestandteile des Ensembles: | Weitere Bestandteile des Ensembles:    |
| 09095582 | Alt-Köpenick 1/3, 4/10,7/9, 12–22, 24, 31–34, 36/38, 39 Alter Markt 1–12 Böttcherstraße 1–3 Claus-Dieter-Sprink-Weg Freiheit 1–9, 11/17, 12/16 Futranplatz Grünstraße 4–7, 9–25 Jägerstraße 1–7 Katzengraben 1/11, 13–17, 19–20 Kietzer Straße 1–7, 10–14 Kirchstraße 1–7 Laurenzstraße 1–2 Lüdersstraße 2/16, 15 Luisenhain Rosenstraße 1, 3–6, 8–10, 13/19 Schüßlerplatz Spindlergasse (Lage) | Altstadt Köpenick Baudenkmale siehe: Alter Markt 1; 4; 7; 9; 10 Alt-Köpenick 9; 10; 15; 21–29; 36; 38 Freiheit 1; 12; 12A–C; 14; 15; 16 Katzengraben 3; 9; 11; 14; 19 Kietzer Straße 4 Kirchstraße 4 Laurenzstraße 1/1A | 09095642 – Alter Markt 1 / Claus-Dieter-Sprink-Weg, 2. Gemeindeschule Köpenick, 1876–1877                                                                                             | Schule mit eh. Wohnhaus, Alter Markt 2 |
| 09095582 | Alt-Köpenick 1/3, 4/10,7/9, 12–22, 24, 31–34, 36/38, 39 Alter Markt 1–12 Böttcherstraße 1–3 Claus-Dieter-Sprink-Weg Freiheit 1–9, 11/17, 12/16 Futranplatz Grünstraße 4–7, 9–25 Jägerstraße 1–7 Katzengraben 1/11, 13–17, 19–20 Kietzer Straße 1–7, 10–14 Kirchstraße 1–7 Laurenzstraße 1–2 Lüdersstraße 2/16, 15 Luisenhain Rosenstraße 1, 3–6, 8–10, 13/19 Schüßlerplatz Spindlergasse (Lage) | Altstadt Köpenick Baudenkmale siehe: Alter Markt 1; 4; 7; 9; 10 Alt-Köpenick 9; 10; 15; 21–29; 36; 38 Freiheit 1; 12; 12A–C; 14; 15; 16 Katzengraben 3; 9; 11; 14; 19 Kietzer Straße 4 Kirchstraße 4 Laurenzstraße 1/1A | Wohnhaus für den Hausmeister, 1925 |                                        |
| 09095582 | Alt-Köpenick 1/3, 4/10,7/9, 12–22, 24, 31–34, 36/38, 39 Alter Markt 1–12 Böttcherstraße 1–3 Claus-Dieter-Sprink-Weg Freiheit 1–9, 11/17, 12/16 Futranplatz Grünstraße 4–7, 9–25 Jägerstraße 1–7 Katzengraben 1/11, 13–17, 19–20 Kietzer Straße 1–7, 10–14 Kirchstraße 1–7 Laurenzstraße 1–2 Lüdersstraße 2/16, 15 Luisenhain Rosenstraße 1, 3–6, 8–10, 13/19 Schüßlerplatz Spindlergasse (Lage) | Altstadt Köpenick Baudenkmale siehe: Alter Markt 1; 4; 7; 9; 10 Alt-Köpenick 9; 10; 15; 21–29; 36; 38 Freiheit 1; 12; 12A–C; 14; 15; 16 Katzengraben 3; 9; 11; 14; 19 Kietzer Straße 4 Kirchstraße 4 Laurenzstraße 1/1A | 09095644 – Alter Markt 8, Mietshaus, 1874 von Carl Buckow |                                        |
| 09095582 | Alt-Köpenick 1/3, 4/10,7/9, 12–22, 24, 31–34, 36/38, 39 Alter Markt 1–12 Böttcherstraße 1–3 Claus-Dieter-Sprink-Weg Freiheit 1–9, 11/17, 12/16 Futranplatz Grünstraße 4–7, 9–25 Jägerstraße 1–7 Katzengraben 1/11, 13–17, 19–20 Kietzer Straße 1–7, 10–14 Kirchstraße 1–7 Laurenzstraße 1–2 Lüdersstraße 2/16, 15 Luisenhain Rosenstraße 1, 3–6, 8–10, 13/19 Schüßlerplatz Spindlergasse (Lage) | Altstadt Köpenick Baudenkmale siehe: Alter Markt 1; 4; 7; 9; 10 Alt-Köpenick 9; 10; 15; 21–29; 36; 38 Freiheit 1; 12; 12A–C; 14; 15; 16 Katzengraben 3; 9; 11; 14; 19 Kietzer Straße 4 Kirchstraße 4 Laurenzstraße 1/1A | 09095647 – Alter Markt 11, Villa mit Einfriedung, 1921–1922 |                                        |
| 09095582 | Alt-Köpenick 1/3, 4/10,7/9, 12–22, 24, 31–34, 36/38, 39 Alter Markt 1–12 Böttcherstraße 1–3 Claus-Dieter-Sprink-Weg Freiheit 1–9, 11/17, 12/16 Futranplatz Grünstraße 4–7, 9–25 Jägerstraße 1–7 Katzengraben 1/11, 13–17, 19–20 Kietzer Straße 1–7, 10–14 Kirchstraße 1–7 Laurenzstraße 1–2 Lüdersstraße 2/16, 15 Luisenhain Rosenstraße 1, 3–6, 8–10, 13/19 Schüßlerplatz Spindlergasse (Lage) | Altstadt Köpenick Baudenkmale siehe: Alter Markt 1; 4; 7; 9; 10 Alt-Köpenick 9; 10; 15; 21–29; 36; 38 Freiheit 1; 12; 12A–C; 14; 15; 16 Katzengraben 3; 9; 11; 14; 19 Kietzer Straße 4 Kirchstraße 4 Laurenzstraße 1/1A | 09095653 – Alt-Köpenick 1, Feuerwache, wohl 1896, Umbauten 1923, 1929 im 21. Jahrhundert als Restaurant genutzt (siehe Bild)                                                          |                                        |
| 09095582 | Alt-Köpenick 1/3, 4/10,7/9, 12–22, 24, 31–34, 36/38, 39 Alter Markt 1–12 Böttcherstraße 1–3 Claus-Dieter-Sprink-Weg Freiheit 1–9, 11/17, 12/16 Futranplatz Grünstraße 4–7, 9–25 Jägerstraße 1–7 Katzengraben 1/11, 13–17, 19–20 Kietzer Straße 1–7, 10–14 Kirchstraße 1–7 Laurenzstraße 1–2 Lüdersstraße 2/16, 15 Luisenhain Rosenstraße 1, 3–6, 8–10, 13/19 Schüßlerplatz Spindlergasse (Lage) | Altstadt Köpenick Baudenkmale siehe: Alter Markt 1; 4; 7; 9; 10 Alt-Köpenick 9; 10; 15; 21–29; 36; 38 Freiheit 1; 12; 12A–C; 14; 15; 16 Katzengraben 3; 9; 11; 14; 19 Kietzer Straße 4 Kirchstraße 4 Laurenzstraße 1/1A | 09095628 – Alt-Köpenick 4, Mietshaus, 1888 von Friedrich Lahne |                                        |
| 09095582 | Alt-Köpenick 1/3, 4/10,7/9, 12–22, 24, 31–34, 36/38, 39 Alter Markt 1–12 Böttcherstraße 1–3 Claus-Dieter-Sprink-Weg Freiheit 1–9, 11/17, 12/16 Futranplatz Grünstraße 4–7, 9–25 Jägerstraße 1–7 Katzengraben 1/11, 13–17, 19–20 Kietzer Straße 1–7, 10–14 Kirchstraße 1–7 Laurenzstraße 1–2 Lüdersstraße 2/16, 15 Luisenhain Rosenstraße 1, 3–6, 8–10, 13/19 Schüßlerplatz Spindlergasse (Lage) | Altstadt Köpenick Baudenkmale siehe: Alter Markt 1; 4; 7; 9; 10 Alt-Köpenick 9; 10; 15; 21–29; 36; 38 Freiheit 1; 12; 12A–C; 14; 15; 16 Katzengraben 3; 9; 11; 14; 19 Kietzer Straße 4 Kirchstraße 4 Laurenzstraße 1/1A | 09095629 – Alt-Köpenick 6, Wohnhaus, 4. Viertel 17. Jahrhundert, Umbau 1864 |                                        |
| 09095582 | Alt-Köpenick 1/3, 4/10,7/9, 12–22, 24, 31–34, 36/38, 39 Alter Markt 1–12 Böttcherstraße 1–3 Claus-Dieter-Sprink-Weg Freiheit 1–9, 11/17, 12/16 Futranplatz Grünstraße 4–7, 9–25 Jägerstraße 1–7 Katzengraben 1/11, 13–17, 19–20 Kietzer Straße 1–7, 10–14 Kirchstraße 1–7 Laurenzstraße 1–2 Lüdersstraße 2/16, 15 Luisenhain Rosenstraße 1, 3–6, 8–10, 13/19 Schüßlerplatz Spindlergasse (Lage) | Altstadt Köpenick Baudenkmale siehe: Alter Markt 1; 4; 7; 9; 10 Alt-Köpenick 9; 10; 15; 21–29; 36; 38 Freiheit 1; 12; 12A–C; 14; 15; 16 Katzengraben 3; 9; 11; 14; 19 Kietzer Straße 4 Kirchstraße 4 Laurenzstraße 1/1A | 09095630 – Alt-Köpenick 8, Wohnhaus, 1. Hälfte 18. Jahrhundert, Umbau 1858 von Thiele                                                                                                 |                                        |
| 09095582 | Alt-Köpenick 1/3, 4/10,7/9, 12–22, 24, 31–34, 36/38, 39 Alter Markt 1–12 Böttcherstraße 1–3 Claus-Dieter-Sprink-Weg Freiheit 1–9, 11/17, 12/16 Futranplatz Grünstraße 4–7, 9–25 Jägerstraße 1–7 Katzengraben 1/11, 13–17, 19–20 Kietzer Straße 1–7, 10–14 Kirchstraße 1–7 Laurenzstraße 1–2 Lüdersstraße 2/16, 15 Luisenhain Rosenstraße 1, 3–6, 8–10, 13/19 Schüßlerplatz Spindlergasse (Lage) | Altstadt Köpenick Baudenkmale siehe: Alter Markt 1; 4; 7; 9; 10 Alt-Köpenick 9; 10; 15; 21–29; 36; 38 Freiheit 1; 12; 12A–C; 14; 15; 16 Katzengraben 3; 9; 11; 14; 19 Kietzer Straße 4 Kirchstraße 4 Laurenzstraße 1/1A | 09095632 – Alt-Köpenick 10A, Wohnhaus, 1891 |                                        |
| 09095582 | Alt-Köpenick 1/3, 4/10,7/9, 12–22, 24, 31–34, 36/38, 39 Alter Markt 1–12 Böttcherstraße 1–3 Claus-Dieter-Sprink-Weg Freiheit 1–9, 11/17, 12/16 Futranplatz Grünstraße 4–7, 9–25 Jägerstraße 1–7 Katzengraben 1/11, 13–17, 19–20 Kietzer Straße 1–7, 10–14 Kirchstraße 1–7 Laurenzstraße 1–2 Lüdersstraße 2/16, 15 Luisenhain Rosenstraße 1, 3–6, 8–10, 13/19 Schüßlerplatz Spindlergasse (Lage) | Altstadt Köpenick Baudenkmale siehe: Alter Markt 1; 4; 7; 9; 10 Alt-Köpenick 9; 10; 15; 21–29; 36; 38 Freiheit 1; 12; 12A–C; 14; 15; 16 Katzengraben 3; 9; 11; 14; 19 Kietzer Straße 4 Kirchstraße 4 Laurenzstraße 1/1A | 09095586 – Alt-Köpenick 12, Wohnhaus, 1685, Umbau 1985–1886 |                                        |
| 09095582 | Alt-Köpenick 1/3, 4/10,7/9, 12–22, 24, 31–34, 36/38, 39 Alter Markt 1–12 Böttcherstraße 1–3 Claus-Dieter-Sprink-Weg Freiheit 1–9, 11/17, 12/16 Futranplatz Grünstraße 4–7, 9–25 Jägerstraße 1–7 Katzengraben 1/11, 13–17, 19–20 Kietzer Straße 1–7, 10–14 Kirchstraße 1–7 Laurenzstraße 1–2 Lüdersstraße 2/16, 15 Luisenhain Rosenstraße 1, 3–6, 8–10, 13/19 Schüßlerplatz Spindlergasse (Lage) | Altstadt Köpenick Baudenkmale siehe: Alter Markt 1; 4; 7; 9; 10 Alt-Köpenick 9; 10; 15; 21–29; 36; 38 Freiheit 1; 12; 12A–C; 14; 15; 16 Katzengraben 3; 9; 11; 14; 19 Kietzer Straße 4 Kirchstraße 4 Laurenzstraße 1/1A | 09095587 – Alt–Köpenick 14, Wohnhaus, 1726, Umbau 1801 und 1985–1886 |                                        |
| 09095582 | Alt-Köpenick 1/3, 4/10,7/9, 12–22, 24, 31–34, 36/38, 39 Alter Markt 1–12 Böttcherstraße 1–3 Claus-Dieter-Sprink-Weg Freiheit 1–9, 11/17, 12/16 Futranplatz Grünstraße 4–7, 9–25 Jägerstraße 1–7 Katzengraben 1/11, 13–17, 19–20 Kietzer Straße 1–7, 10–14 Kirchstraße 1–7 Laurenzstraße 1–2 Lüdersstraße 2/16, 15 Luisenhain Rosenstraße 1, 3–6, 8–10, 13/19 Schüßlerplatz Spindlergasse (Lage) | Altstadt Köpenick Baudenkmale siehe: Alter Markt 1; 4; 7; 9; 10 Alt-Köpenick 9; 10; 15; 21–29; 36; 38 Freiheit 1; 12; 12A–C; 14; 15; 16 Katzengraben 3; 9; 11; 14; 19 Kietzer Straße 4 Kirchstraße 4 Laurenzstraße 1/1A | 09095588 – Alt-Köpenick 16, Mietshaus, 1907 von Fritz Wolff |                                        |
| 09095582 | Alt-Köpenick 1/3, 4/10,7/9, 12–22, 24, 31–34, 36/38, 39 Alter Markt 1–12 Böttcherstraße 1–3 Claus-Dieter-Sprink-Weg Freiheit 1–9, 11/17, 12/16 Futranplatz Grünstraße 4–7, 9–25 Jägerstraße 1–7 Katzengraben 1/11, 13–17, 19–20 Kietzer Straße 1–7, 10–14 Kirchstraße 1–7 Laurenzstraße 1–2 Lüdersstraße 2/16, 15 Luisenhain Rosenstraße 1, 3–6, 8–10, 13/19 Schüßlerplatz Spindlergasse (Lage) | Altstadt Köpenick Baudenkmale siehe: Alter Markt 1; 4; 7; 9; 10 Alt-Köpenick 9; 10; 15; 21–29; 36; 38 Freiheit 1; 12; 12A–C; 14; 15; 16 Katzengraben 3; 9; 11; 14; 19 Kietzer Straße 4 Kirchstraße 4 Laurenzstraße 1/1A | 09095589 – Alt-Köpenick 18, Mietshaus, 1906, Umbau um 1985 |                                        |
| 09095582 | Alt-Köpenick 1/3, 4/10,7/9, 12–22, 24, 31–34, 36/38, 39 Alter Markt 1–12 Böttcherstraße 1–3 Claus-Dieter-Sprink-Weg Freiheit 1–9, 11/17, 12/16 Futranplatz Grünstraße 4–7, 9–25 Jägerstraße 1–7 Katzengraben 1/11, 13–17, 19–20 Kietzer Straße 1–7, 10–14 Kirchstraße 1–7 Laurenzstraße 1–2 Lüdersstraße 2/16, 15 Luisenhain Rosenstraße 1, 3–6, 8–10, 13/19 Schüßlerplatz Spindlergasse (Lage) | Altstadt Köpenick Baudenkmale siehe: Alter Markt 1; 4; 7; 9; 10 Alt-Köpenick 9; 10; 15; 21–29; 36; 38 Freiheit 1; 12; 12A–C; 14; 15; 16 Katzengraben 3; 9; 11; 14; 19 Kietzer Straße 4 Kirchstraße 4 Laurenzstraße 1/1A | 09095590 – Alt-Köpenick 20, Mietshaus, 1907, Umbau um 1985 |                                        |
| 09095582 | Alt-Köpenick 1/3, 4/10,7/9, 12–22, 24, 31–34, 36/38, 39 Alter Markt 1–12 Böttcherstraße 1–3 Claus-Dieter-Sprink-Weg Freiheit 1–9, 11/17, 12/16 Futranplatz Grünstraße 4–7, 9–25 Jägerstraße 1–7 Katzengraben 1/11, 13–17, 19–20 Kietzer Straße 1–7, 10–14 Kirchstraße 1–7 Laurenzstraße 1–2 Lüdersstraße 2/16, 15 Luisenhain Rosenstraße 1, 3–6, 8–10, 13/19 Schüßlerplatz Spindlergasse (Lage) | Altstadt Köpenick Baudenkmale siehe: Alter Markt 1; 4; 7; 9; 10 Alt-Köpenick 9; 10; 15; 21–29; 36; 38 Freiheit 1; 12; 12A–C; 14; 15; 16 Katzengraben 3; 9; 11; 14; 19 Kietzer Straße 4 Kirchstraße 4 Laurenzstraße 1/1A | 09095591 – Alt-Köpenick 22, Stadtapotheke, 2. Hälfte 18. Jahrhundert, Umbau 1893 von Friedrich Lahne, Umbau 1985–1986                                                                 |                                        |
| 09095582 | Alt-Köpenick 1/3, 4/10,7/9, 12–22, 24, 31–34, 36/38, 39 Alter Markt 1–12 Böttcherstraße 1–3 Claus-Dieter-Sprink-Weg Freiheit 1–9, 11/17, 12/16 Futranplatz Grünstraße 4–7, 9–25 Jägerstraße 1–7 Katzengraben 1/11, 13–17, 19–20 Kietzer Straße 1–7, 10–14 Kirchstraße 1–7 Laurenzstraße 1–2 Lüdersstraße 2/16, 15 Luisenhain Rosenstraße 1, 3–6, 8–10, 13/19 Schüßlerplatz Spindlergasse (Lage) | Altstadt Köpenick Baudenkmale siehe: Alter Markt 1; 4; 7; 9; 10 Alt-Köpenick 9; 10; 15; 21–29; 36; 38 Freiheit 1; 12; 12A–C; 14; 15; 16 Katzengraben 3; 9; 11; 14; 19 Kietzer Straße 4 Kirchstraße 4 Laurenzstraße 1/1A | 09095635 – Alt-Köpenick 31–33, Grünstraße 25, Mietshaus, 1888, Umbau 1910 |                                        |
| 09095582 | Alt-Köpenick 1/3, 4/10,7/9, 12–22, 24, 31–34, 36/38, 39 Alter Markt 1–12 Böttcherstraße 1–3 Claus-Dieter-Sprink-Weg Freiheit 1–9, 11/17, 12/16 Futranplatz Grünstraße 4–7, 9–25 Jägerstraße 1–7 Katzengraben 1/11, 13–17, 19–20 Kietzer Straße 1–7, 10–14 Kirchstraße 1–7 Laurenzstraße 1–2 Lüdersstraße 2/16, 15 Luisenhain Rosenstraße 1, 3–6, 8–10, 13/19 Schüßlerplatz Spindlergasse (Lage) | Altstadt Köpenick Baudenkmale siehe: Alter Markt 1; 4; 7; 9; 10 Alt-Köpenick 9; 10; 15; 21–29; 36; 38 Freiheit 1; 12; 12A–C; 14; 15; 16 Katzengraben 3; 9; 11; 14; 19 Kietzer Straße 4 Kirchstraße 4 Laurenzstraße 1/1A | 09095636 – Alt-Köpenick 32, Mietshaus, 1888 von Friedrich Lahne |                                        |
| 09095582 | Alt-Köpenick 1/3, 4/10,7/9, 12–22, 24, 31–34, 36/38, 39 Alter Markt 1–12 Böttcherstraße 1–3 Claus-Dieter-Sprink-Weg Freiheit 1–9, 11/17, 12/16 Futranplatz Grünstraße 4–7, 9–25 Jägerstraße 1–7 Katzengraben 1/11, 13–17, 19–20 Kietzer Straße 1–7, 10–14 Kirchstraße 1–7 Laurenzstraße 1–2 Lüdersstraße 2/16, 15 Luisenhain Rosenstraße 1, 3–6, 8–10, 13/19 Schüßlerplatz Spindlergasse (Lage) | Altstadt Köpenick Baudenkmale siehe: Alter Markt 1; 4; 7; 9; 10 Alt-Köpenick 9; 10; 15; 21–29; 36; 38 Freiheit 1; 12; 12A–C; 14; 15; 16 Katzengraben 3; 9; 11; 14; 19 Kietzer Straße 4 Kirchstraße 4 Laurenzstraße 1/1A | 09095637 – Alt-Köpenick 34, Mietshaus, 1904 von Friedrich Lahne |                                        |
| 09095582 | Alt-Köpenick 1/3, 4/10,7/9, 12–22, 24, 31–34, 36/38, 39 Alter Markt 1–12 Böttcherstraße 1–3 Claus-Dieter-Sprink-Weg Freiheit 1–9, 11/17, 12/16 Futranplatz Grünstraße 4–7, 9–25 Jägerstraße 1–7 Katzengraben 1/11, 13–17, 19–20 Kietzer Straße 1–7, 10–14 Kirchstraße 1–7 Laurenzstraße 1–2 Lüdersstraße 2/16, 15 Luisenhain Rosenstraße 1, 3–6, 8–10, 13/19 Schüßlerplatz Spindlergasse (Lage) | Altstadt Köpenick Baudenkmale siehe: Alter Markt 1; 4; 7; 9; 10 Alt-Köpenick 9; 10; 15; 21–29; 36; 38 Freiheit 1; 12; 12A–C; 14; 15; 16 Katzengraben 3; 9; 11; 14; 19 Kietzer Straße 4 Kirchstraße 4 Laurenzstraße 1/1A | 09095640 – Alt-Köpenick 39, Wohnhaus, um 1900 |                                        |
| 09095582 | Alt-Köpenick 1/3, 4/10,7/9, 12–22, 24, 31–34, 36/38, 39 Alter Markt 1–12 Böttcherstraße 1–3 Claus-Dieter-Sprink-Weg Freiheit 1–9, 11/17, 12/16 Futranplatz Grünstraße 4–7, 9–25 Jägerstraße 1–7 Katzengraben 1/11, 13–17, 19–20 Kietzer Straße 1–7, 10–14 Kirchstraße 1–7 Laurenzstraße 1–2 Lüdersstraße 2/16, 15 Luisenhain Rosenstraße 1, 3–6, 8–10, 13/19 Schüßlerplatz Spindlergasse (Lage) | Altstadt Köpenick Baudenkmale siehe: Alter Markt 1; 4; 7; 9; 10 Alt-Köpenick 9; 10; 15; 21–29; 36; 38 Freiheit 1; 12; 12A–C; 14; 15; 16 Katzengraben 3; 9; 11; 14; 19 Kietzer Straße 4 Kirchstraße 4 Laurenzstraße 1/1A | 09095592 – Böttcherstraße 1, Wohnhaus, 1. Hälfte 19. Jahrhundert, Umbau 1990 | Blick in die Böttcherstraße            |
| 09095582 | Alt-Köpenick 1/3, 4/10,7/9, 12–22, 24, 31–34, 36/38, 39 Alter Markt 1–12 Böttcherstraße 1–3 Claus-Dieter-Sprink-Weg Freiheit 1–9, 11/17, 12/16 Futranplatz Grünstraße 4–7, 9–25 Jägerstraße 1–7 Katzengraben 1/11, 13–17, 19–20 Kietzer Straße 1–7, 10–14 Kirchstraße 1–7 Laurenzstraße 1–2 Lüdersstraße 2/16, 15 Luisenhain Rosenstraße 1, 3–6, 8–10, 13/19 Schüßlerplatz Spindlergasse (Lage) | Altstadt Köpenick Baudenkmale siehe: Alter Markt 1; 4; 7; 9; 10 Alt-Köpenick 9; 10; 15; 21–29; 36; 38 Freiheit 1; 12; 12A–C; 14; 15; 16 Katzengraben 3; 9; 11; 14; 19 Kietzer Straße 4 Kirchstraße 4 Laurenzstraße 1/1A | 09095593 – Böttcherstraße 2, Mietshaus, 1904–1905 von Max Kienert | Blick in die Böttcherstraße            |
| 09095582 | Alt-Köpenick 1/3, 4/10,7/9, 12–22, 24, 31–34, 36/38, 39 Alter Markt 1–12 Böttcherstraße 1–3 Claus-Dieter-Sprink-Weg Freiheit 1–9, 11/17, 12/16 Futranplatz Grünstraße 4–7, 9–25 Jägerstraße 1–7 Katzengraben 1/11, 13–17, 19–20 Kietzer Straße 1–7, 10–14 Kirchstraße 1–7 Laurenzstraße 1–2 Lüdersstraße 2/16, 15 Luisenhain Rosenstraße 1, 3–6, 8–10, 13/19 Schüßlerplatz Spindlergasse (Lage) | Altstadt Köpenick Baudenkmale siehe: Alter Markt 1; 4; 7; 9; 10 Alt-Köpenick 9; 10; 15; 21–29; 36; 38 Freiheit 1; 12; 12A–C; 14; 15; 16 Katzengraben 3; 9; 11; 14; 19 Kietzer Straße 4 Kirchstraße 4 Laurenzstraße 1/1A | 09095649 – Freiheit 5, Mietshaus, 1899 von F. Hinze Am Giebel sind die Abdrücke des abgetragenen Nachbarhauses Freiheit 3 erhalten, das ein niedriges Fachwerkhaus gewesen sein muss. |                                        |
| 09095582 | Alt-Köpenick 1/3, 4/10,7/9, 12–22, 24, 31–34, 36/38, 39 Alter Markt 1–12 Böttcherstraße 1–3 Claus-Dieter-Sprink-Weg Freiheit 1–9, 11/17, 12/16 Futranplatz Grünstraße 4–7, 9–25 Jägerstraße 1–7 Katzengraben 1/11, 13–17, 19–20 Kietzer Straße 1–7, 10–14 Kirchstraße 1–7 Laurenzstraße 1–2 Lüdersstraße 2/16, 15 Luisenhain Rosenstraße 1, 3–6, 8–10, 13/19 Schüßlerplatz Spindlergasse (Lage) | Altstadt Köpenick Baudenkmale siehe: Alter Markt 1; 4; 7; 9; 10 Alt-Köpenick 9; 10; 15; 21–29; 36; 38 Freiheit 1; 12; 12A–C; 14; 15; 16 Katzengraben 3; 9; 11; 14; 19 Kietzer Straße 4 Kirchstraße 4 Laurenzstraße 1/1A | 09095650 – Freiheit 7, Mietshaus, 1891–1894 von Pfeiffer & Engler |                                        |
| 09095582 | Alt-Köpenick 1/3, 4/10,7/9, 12–22, 24, 31–34, 36/38, 39 Alter Markt 1–12 Böttcherstraße 1–3 Claus-Dieter-Sprink-Weg Freiheit 1–9, 11/17, 12/16 Futranplatz Grünstraße 4–7, 9–25 Jägerstraße 1–7 Katzengraben 1/11, 13–17, 19–20 Kietzer Straße 1–7, 10–14 Kirchstraße 1–7 Laurenzstraße 1–2 Lüdersstraße 2/16, 15 Luisenhain Rosenstraße 1, 3–6, 8–10, 13/19 Schüßlerplatz Spindlergasse (Lage) | Altstadt Köpenick Baudenkmale siehe: Alter Markt 1; 4; 7; 9; 10 Alt-Köpenick 9; 10; 15; 21–29; 36; 38 Freiheit 1; 12; 12A–C; 14; 15; 16 Katzengraben 3; 9; 11; 14; 19 Kietzer Straße 4 Kirchstraße 4 Laurenzstraße 1/1A | 09095652 – Freiheit 17, Wohn- und Geschäftshaus, Restaurant, 1894 |                                        |
| 09095582 | Alt-Köpenick 1/3, 4/10,7/9, 12–22, 24, 31–34, 36/38, 39 Alter Markt 1–12 Böttcherstraße 1–3 Claus-Dieter-Sprink-Weg Freiheit 1–9, 11/17, 12/16 Futranplatz Grünstraße 4–7, 9–25 Jägerstraße 1–7 Katzengraben 1/11, 13–17, 19–20 Kietzer Straße 1–7, 10–14 Kirchstraße 1–7 Laurenzstraße 1–2 Lüdersstraße 2/16, 15 Luisenhain Rosenstraße 1, 3–6, 8–10, 13/19 Schüßlerplatz Spindlergasse (Lage) | Altstadt Köpenick Baudenkmale siehe: Alter Markt 1; 4; 7; 9; 10 Alt-Köpenick 9; 10; 15; 21–29; 36; 38 Freiheit 1; 12; 12A–C; 14; 15; 16 Katzengraben 3; 9; 11; 14; 19 Kietzer Straße 4 Kirchstraße 4 Laurenzstraße 1/1A | 09096062 – Futranplatz, ehemaliger Friedhof und Marktplatz, um 1800, nach 1945 verändert                                                                                              |                                        |
| 09095582 | Alt-Köpenick 1/3, 4/10,7/9, 12–22, 24, 31–34, 36/38, 39 Alter Markt 1–12 Böttcherstraße 1–3 Claus-Dieter-Sprink-Weg Freiheit 1–9, 11/17, 12/16 Futranplatz Grünstraße 4–7, 9–25 Jägerstraße 1–7 Katzengraben 1/11, 13–17, 19–20 Kietzer Straße 1–7, 10–14 Kirchstraße 1–7 Laurenzstraße 1–2 Lüdersstraße 2/16, 15 Luisenhain Rosenstraße 1, 3–6, 8–10, 13/19 Schüßlerplatz Spindlergasse (Lage) | Altstadt Köpenick Baudenkmale siehe: Alter Markt 1; 4; 7; 9; 10 Alt-Köpenick 9; 10; 15; 21–29; 36; 38 Freiheit 1; 12; 12A–C; 14; 15; 16 Katzengraben 3; 9; 11; 14; 19 Kietzer Straße 4 Kirchstraße 4 Laurenzstraße 1/1A | 09095598 – Grünstraße 4, Mietshaus, 1894 |                                        |
| 09095582 | Alt-Köpenick 1/3, 4/10,7/9, 12–22, 24, 31–34, 36/38, 39 Alter Markt 1–12 Böttcherstraße 1–3 Claus-Dieter-Sprink-Weg Freiheit 1–9, 11/17, 12/16 Futranplatz Grünstraße 4–7, 9–25 Jägerstraße 1–7 Katzengraben 1/11, 13–17, 19–20 Kietzer Straße 1–7, 10–14 Kirchstraße 1–7 Laurenzstraße 1–2 Lüdersstraße 2/16, 15 Luisenhain Rosenstraße 1, 3–6, 8–10, 13/19 Schüßlerplatz Spindlergasse (Lage) | Altstadt Köpenick Baudenkmale siehe: Alter Markt 1; 4; 7; 9; 10 Alt-Köpenick 9; 10; 15; 21–29; 36; 38 Freiheit 1; 12; 12A–C; 14; 15; 16 Katzengraben 3; 9; 11; 14; 19 Kietzer Straße 4 Kirchstraße 4 Laurenzstraße 1/1A | 09095599 – Grünstraße 5, Mietshaus, 1985–1986 nach historischem Vorbild |                                        |
| 09095582 | Alt-Köpenick 1/3, 4/10,7/9, 12–22, 24, 31–34, 36/38, 39 Alter Markt 1–12 Böttcherstraße 1–3 Claus-Dieter-Sprink-Weg Freiheit 1–9, 11/17, 12/16 Futranplatz Grünstraße 4–7, 9–25 Jägerstraße 1–7 Katzengraben 1/11, 13–17, 19–20 Kietzer Straße 1–7, 10–14 Kirchstraße 1–7 Laurenzstraße 1–2 Lüdersstraße 2/16, 15 Luisenhain Rosenstraße 1, 3–6, 8–10, 13/19 Schüßlerplatz Spindlergasse (Lage) | Altstadt Köpenick Baudenkmale siehe: Alter Markt 1; 4; 7; 9; 10 Alt-Köpenick 9; 10; 15; 21–29; 36; 38 Freiheit 1; 12; 12A–C; 14; 15; 16 Katzengraben 3; 9; 11; 14; 19 Kietzer Straße 4 Kirchstraße 4 Laurenzstraße 1/1A | 09095600 – Grünstraße 6, Kellergewölbe, um 1685 |                                        |
| 09095582 | Alt-Köpenick 1/3, 4/10,7/9, 12–22, 24, 31–34, 36/38, 39 Alter Markt 1–12 Böttcherstraße 1–3 Claus-Dieter-Sprink-Weg Freiheit 1–9, 11/17, 12/16 Futranplatz Grünstraße 4–7, 9–25 Jägerstraße 1–7 Katzengraben 1/11, 13–17, 19–20 Kietzer Straße 1–7, 10–14 Kirchstraße 1–7 Laurenzstraße 1–2 Lüdersstraße 2/16, 15 Luisenhain Rosenstraße 1, 3–6, 8–10, 13/19 Schüßlerplatz Spindlergasse (Lage) | Altstadt Köpenick Baudenkmale siehe: Alter Markt 1; 4; 7; 9; 10 Alt-Köpenick 9; 10; 15; 21–29; 36; 38 Freiheit 1; 12; 12A–C; 14; 15; 16 Katzengraben 3; 9; 11; 14; 19 Kietzer Straße 4 Kirchstraße 4 Laurenzstraße 1/1A | 09095601 – Grünstraße 9, Mietshaus, 1872 |                                        |
| 09095582 | Alt-Köpenick 1/3, 4/10,7/9, 12–22, 24, 31–34, 36/38, 39 Alter Markt 1–12 Böttcherstraße 1–3 Claus-Dieter-Sprink-Weg Freiheit 1–9, 11/17, 12/16 Futranplatz Grünstraße 4–7, 9–25 Jägerstraße 1–7 Katzengraben 1/11, 13–17, 19–20 Kietzer Straße 1–7, 10–14 Kirchstraße 1–7 Laurenzstraße 1–2 Lüdersstraße 2/16, 15 Luisenhain Rosenstraße 1, 3–6, 8–10, 13/19 Schüßlerplatz Spindlergasse (Lage) | Altstadt Köpenick Baudenkmale siehe: Alter Markt 1; 4; 7; 9; 10 Alt-Köpenick 9; 10; 15; 21–29; 36; 38 Freiheit 1; 12; 12A–C; 14; 15; 16 Katzengraben 3; 9; 11; 14; 19 Kietzer Straße 4 Kirchstraße 4 Laurenzstraße 1/1A | 09095602 – Grünstraße 10, Hotel, 1872 von Friedrich Lahne |                                        |
| 09095582 | Alt-Köpenick 1/3, 4/10,7/9, 12–22, 24, 31–34, 36/38, 39 Alter Markt 1–12 Böttcherstraße 1–3 Claus-Dieter-Sprink-Weg Freiheit 1–9, 11/17, 12/16 Futranplatz Grünstraße 4–7, 9–25 Jägerstraße 1–7 Katzengraben 1/11, 13–17, 19–20 Kietzer Straße 1–7, 10–14 Kirchstraße 1–7 Laurenzstraße 1–2 Lüdersstraße 2/16, 15 Luisenhain Rosenstraße 1, 3–6, 8–10, 13/19 Schüßlerplatz Spindlergasse (Lage) | Altstadt Köpenick Baudenkmale siehe: Alter Markt 1; 4; 7; 9; 10 Alt-Köpenick 9; 10; 15; 21–29; 36; 38 Freiheit 1; 12; 12A–C; 14; 15; 16 Katzengraben 3; 9; 11; 14; 19 Kietzer Straße 4 Kirchstraße 4 Laurenzstraße 1/1A | 09095603 – Grünstraße 11, Wohn- und Geschäftshaus, um 1905 |                                        |
| 09095582 | Alt-Köpenick 1/3, 4/10,7/9, 12–22, 24, 31–34, 36/38, 39 Alter Markt 1–12 Böttcherstraße 1–3 Claus-Dieter-Sprink-Weg Freiheit 1–9, 11/17, 12/16 Futranplatz Grünstraße 4–7, 9–25 Jägerstraße 1–7 Katzengraben 1/11, 13–17, 19–20 Kietzer Straße 1–7, 10–14 Kirchstraße 1–7 Laurenzstraße 1–2 Lüdersstraße 2/16, 15 Luisenhain Rosenstraße 1, 3–6, 8–10, 13/19 Schüßlerplatz Spindlergasse (Lage) | Altstadt Köpenick Baudenkmale siehe: Alter Markt 1; 4; 7; 9; 10 Alt-Köpenick 9; 10; 15; 21–29; 36; 38 Freiheit 1; 12; 12A–C; 14; 15; 16 Katzengraben 3; 9; 11; 14; 19 Kietzer Straße 4 Kirchstraße 4 Laurenzstraße 1/1A | 09095604 – Grünstraße 12, Wohn- und Geschäftshaus, 1985–1986 nach historischem Vorbild                                                                                                |                                        |
| 09095582 | Alt-Köpenick 1/3, 4/10,7/9, 12–22, 24, 31–34, 36/38, 39 Alter Markt 1–12 Böttcherstraße 1–3 Claus-Dieter-Sprink-Weg Freiheit 1–9, 11/17, 12/16 Futranplatz Grünstraße 4–7, 9–25 Jägerstraße 1–7 Katzengraben 1/11, 13–17, 19–20 Kietzer Straße 1–7, 10–14 Kirchstraße 1–7 Laurenzstraße 1–2 Lüdersstraße 2/16, 15 Luisenhain Rosenstraße 1, 3–6, 8–10, 13/19 Schüßlerplatz Spindlergasse (Lage) | Altstadt Köpenick Baudenkmale siehe: Alter Markt 1; 4; 7; 9; 10 Alt-Köpenick 9; 10; 15; 21–29; 36; 38 Freiheit 1; 12; 12A–C; 14; 15; 16 Katzengraben 3; 9; 11; 14; 19 Kietzer Straße 4 Kirchstraße 4 Laurenzstraße 1/1A | 09095605 – Grünstraße 13, Wohn- und Geschäftshaus, um 1890 |                                        |
| 09095582 | Alt-Köpenick 1/3, 4/10,7/9, 12–22, 24, 31–34, 36/38, 39 Alter Markt 1–12 Böttcherstraße 1–3 Claus-Dieter-Sprink-Weg Freiheit 1–9, 11/17, 12/16 Futranplatz Grünstraße 4–7, 9–25 Jägerstraße 1–7 Katzengraben 1/11, 13–17, 19–20 Kietzer Straße 1–7, 10–14 Kirchstraße 1–7 Laurenzstraße 1–2 Lüdersstraße 2/16, 15 Luisenhain Rosenstraße 1, 3–6, 8–10, 13/19 Schüßlerplatz Spindlergasse (Lage) | Altstadt Köpenick Baudenkmale siehe: Alter Markt 1; 4; 7; 9; 10 Alt-Köpenick 9; 10; 15; 21–29; 36; 38 Freiheit 1; 12; 12A–C; 14; 15; 16 Katzengraben 3; 9; 11; 14; 19 Kietzer Straße 4 Kirchstraße 4 Laurenzstraße 1/1A | 09095654 – Grünstraße 15, Wohnhaus, um 1900 |                                        |
| 09095582 | Alt-Köpenick 1/3, 4/10,7/9, 12–22, 24, 31–34, 36/38, 39 Alter Markt 1–12 Böttcherstraße 1–3 Claus-Dieter-Sprink-Weg Freiheit 1–9, 11/17, 12/16 Futranplatz Grünstraße 4–7, 9–25 Jägerstraße 1–7 Katzengraben 1/11, 13–17, 19–20 Kietzer Straße 1–7, 10–14 Kirchstraße 1–7 Laurenzstraße 1–2 Lüdersstraße 2/16, 15 Luisenhain Rosenstraße 1, 3–6, 8–10, 13/19 Schüßlerplatz Spindlergasse (Lage) | Altstadt Köpenick Baudenkmale siehe: Alter Markt 1; 4; 7; 9; 10 Alt-Köpenick 9; 10; 15; 21–29; 36; 38 Freiheit 1; 12; 12A–C; 14; 15; 16 Katzengraben 3; 9; 11; 14; 19 Kietzer Straße 4 Kirchstraße 4 Laurenzstraße 1/1A | 09095655 – Grünstraße 16, Mietshaus, um 1985 |                                        |
| 09095582 | Alt-Köpenick 1/3, 4/10,7/9, 12–22, 24, 31–34, 36/38, 39 Alter Markt 1–12 Böttcherstraße 1–3 Claus-Dieter-Sprink-Weg Freiheit 1–9, 11/17, 12/16 Futranplatz Grünstraße 4–7, 9–25 Jägerstraße 1–7 Katzengraben 1/11, 13–17, 19–20 Kietzer Straße 1–7, 10–14 Kirchstraße 1–7 Laurenzstraße 1–2 Lüdersstraße 2/16, 15 Luisenhain Rosenstraße 1, 3–6, 8–10, 13/19 Schüßlerplatz Spindlergasse (Lage) | Altstadt Köpenick Baudenkmale siehe: Alter Markt 1; 4; 7; 9; 10 Alt-Köpenick 9; 10; 15; 21–29; 36; 38 Freiheit 1; 12; 12A–C; 14; 15; 16 Katzengraben 3; 9; 11; 14; 19 Kietzer Straße 4 Kirchstraße 4 Laurenzstraße 1/1A | 09095656 – Grünstraße 17, Mietshaus, um 1910 |                                        |
| 09095582 | Alt-Köpenick 1/3, 4/10,7/9, 12–22, 24, 31–34, 36/38, 39 Alter Markt 1–12 Böttcherstraße 1–3 Claus-Dieter-Sprink-Weg Freiheit 1–9, 11/17, 12/16 Futranplatz Grünstraße 4–7, 9–25 Jägerstraße 1–7 Katzengraben 1/11, 13–17, 19–20 Kietzer Straße 1–7, 10–14 Kirchstraße 1–7 Laurenzstraße 1–2 Lüdersstraße 2/16, 15 Luisenhain Rosenstraße 1, 3–6, 8–10, 13/19 Schüßlerplatz Spindlergasse (Lage) | Altstadt Köpenick Baudenkmale siehe: Alter Markt 1; 4; 7; 9; 10 Alt-Köpenick 9; 10; 15; 21–29; 36; 38 Freiheit 1; 12; 12A–C; 14; 15; 16 Katzengraben 3; 9; 11; 14; 19 Kietzer Straße 4 Kirchstraße 4 Laurenzstraße 1/1A | 09095657 – Grünstraße 20, Wohn- und Geschäftshaus, um 1905 |                                        |
| 09095582 | Alt-Köpenick 1/3, 4/10,7/9, 12–22, 24, 31–34, 36/38, 39 Alter Markt 1–12 Böttcherstraße 1–3 Claus-Dieter-Sprink-Weg Freiheit 1–9, 11/17, 12/16 Futranplatz Grünstraße 4–7, 9–25 Jägerstraße 1–7 Katzengraben 1/11, 13–17, 19–20 Kietzer Straße 1–7, 10–14 Kirchstraße 1–7 Laurenzstraße 1–2 Lüdersstraße 2/16, 15 Luisenhain Rosenstraße 1, 3–6, 8–10, 13/19 Schüßlerplatz Spindlergasse (Lage) | Altstadt Köpenick Baudenkmale siehe: Alter Markt 1; 4; 7; 9; 10 Alt-Köpenick 9; 10; 15; 21–29; 36; 38 Freiheit 1; 12; 12A–C; 14; 15; 16 Katzengraben 3; 9; 11; 14; 19 Kietzer Straße 4 Kirchstraße 4 Laurenzstraße 1/1A | 09095658 – Grünstraße 21, Wohn- und Geschäftshaus, um 1895 |                                        |
| 09095582 | Alt-Köpenick 1/3, 4/10,7/9, 12–22, 24, 31–34, 36/38, 39 Alter Markt 1–12 Böttcherstraße 1–3 Claus-Dieter-Sprink-Weg Freiheit 1–9, 11/17, 12/16 Futranplatz Grünstraße 4–7, 9–25 Jägerstraße 1–7 Katzengraben 1/11, 13–17, 19–20 Kietzer Straße 1–7, 10–14 Kirchstraße 1–7 Laurenzstraße 1–2 Lüdersstraße 2/16, 15 Luisenhain Rosenstraße 1, 3–6, 8–10, 13/19 Schüßlerplatz Spindlergasse (Lage) | Altstadt Köpenick Baudenkmale siehe: Alter Markt 1; 4; 7; 9; 10 Alt-Köpenick 9; 10; 15; 21–29; 36; 38 Freiheit 1; 12; 12A–C; 14; 15; 16 Katzengraben 3; 9; 11; 14; 19 Kietzer Straße 4 Kirchstraße 4 Laurenzstraße 1/1A | 09095659 – Grünstraße 22, Wohnhaus, 1656, Umbau um 1985 |                                        |
| 09095582 | Alt-Köpenick 1/3, 4/10,7/9, 12–22, 24, 31–34, 36/38, 39 Alter Markt 1–12 Böttcherstraße 1–3 Claus-Dieter-Sprink-Weg Freiheit 1–9, 11/17, 12/16 Futranplatz Grünstraße 4–7, 9–25 Jägerstraße 1–7 Katzengraben 1/11, 13–17, 19–20 Kietzer Straße 1–7, 10–14 Kirchstraße 1–7 Laurenzstraße 1–2 Lüdersstraße 2/16, 15 Luisenhain Rosenstraße 1, 3–6, 8–10, 13/19 Schüßlerplatz Spindlergasse (Lage) | Altstadt Köpenick Baudenkmale siehe: Alter Markt 1; 4; 7; 9; 10 Alt-Köpenick 9; 10; 15; 21–29; 36; 38 Freiheit 1; 12; 12A–C; 14; 15; 16 Katzengraben 3; 9; 11; 14; 19 Kietzer Straße 4 Kirchstraße 4 Laurenzstraße 1/1A | 09095660 – Grünstraße 23, Wohn- und Geschäftshaus, 1891–1892 von A. Liebherr |                                        |
| 09095582 | Alt-Köpenick 1/3, 4/10,7/9, 12–22, 24, 31–34, 36/38, 39 Alter Markt 1–12 Böttcherstraße 1–3 Claus-Dieter-Sprink-Weg Freiheit 1–9, 11/17, 12/16 Futranplatz Grünstraße 4–7, 9–25 Jägerstraße 1–7 Katzengraben 1/11, 13–17, 19–20 Kietzer Straße 1–7, 10–14 Kirchstraße 1–7 Laurenzstraße 1–2 Lüdersstraße 2/16, 15 Luisenhain Rosenstraße 1, 3–6, 8–10, 13/19 Schüßlerplatz Spindlergasse (Lage) | Altstadt Köpenick Baudenkmale siehe: Alter Markt 1; 4; 7; 9; 10 Alt-Köpenick 9; 10; 15; 21–29; 36; 38 Freiheit 1; 12; 12A–C; 14; 15; 16 Katzengraben 3; 9; 11; 14; 19 Kietzer Straße 4 Kirchstraße 4 Laurenzstraße 1/1A | 09095661 – Grünstraße 24, Wohn- und Geschäftshaus, um 1895 |                                        |
| 09095582 | Alt-Köpenick 1/3, 4/10,7/9, 12–22, 24, 31–34, 36/38, 39 Alter Markt 1–12 Böttcherstraße 1–3 Claus-Dieter-Sprink-Weg Freiheit 1–9, 11/17, 12/16 Futranplatz Grünstraße 4–7, 9–25 Jägerstraße 1–7 Katzengraben 1/11, 13–17, 19–20 Kietzer Straße 1–7, 10–14 Kirchstraße 1–7 Laurenzstraße 1–2 Lüdersstraße 2/16, 15 Luisenhain Rosenstraße 1, 3–6, 8–10, 13/19 Schüßlerplatz Spindlergasse (Lage) | Altstadt Köpenick Baudenkmale siehe: Alter Markt 1; 4; 7; 9; 10 Alt-Köpenick 9; 10; 15; 21–29; 36; 38 Freiheit 1; 12; 12A–C; 14; 15; 16 Katzengraben 3; 9; 11; 14; 19 Kietzer Straße 4 Kirchstraße 4 Laurenzstraße 1/1A | 09095662 – Jägerstraße 1/2, Bibliothek, um 1985 |                                        |
| 09095582 | Alt-Köpenick 1/3, 4/10,7/9, 12–22, 24, 31–34, 36/38, 39 Alter Markt 1–12 Böttcherstraße 1–3 Claus-Dieter-Sprink-Weg Freiheit 1–9, 11/17, 12/16 Futranplatz Grünstraße 4–7, 9–25 Jägerstraße 1–7 Katzengraben 1/11, 13–17, 19–20 Kietzer Straße 1–7, 10–14 Kirchstraße 1–7 Laurenzstraße 1–2 Lüdersstraße 2/16, 15 Luisenhain Rosenstraße 1, 3–6, 8–10, 13/19 Schüßlerplatz Spindlergasse (Lage) | Altstadt Köpenick Baudenkmale siehe: Alter Markt 1; 4; 7; 9; 10 Alt-Köpenick 9; 10; 15; 21–29; 36; 38 Freiheit 1; 12; 12A–C; 14; 15; 16 Katzengraben 3; 9; 11; 14; 19 Kietzer Straße 4 Kirchstraße 4 Laurenzstraße 1/1A | 09095663 – Jägerstraße 3-3A, Mietshaus, 1884 von F. Hinze |                                        |
| 09095582 | Alt-Köpenick 1/3, 4/10,7/9, 12–22, 24, 31–34, 36/38, 39 Alter Markt 1–12 Böttcherstraße 1–3 Claus-Dieter-Sprink-Weg Freiheit 1–9, 11/17, 12/16 Futranplatz Grünstraße 4–7, 9–25 Jägerstraße 1–7 Katzengraben 1/11, 13–17, 19–20 Kietzer Straße 1–7, 10–14 Kirchstraße 1–7 Laurenzstraße 1–2 Lüdersstraße 2/16, 15 Luisenhain Rosenstraße 1, 3–6, 8–10, 13/19 Schüßlerplatz Spindlergasse (Lage) | Altstadt Köpenick Baudenkmale siehe: Alter Markt 1; 4; 7; 9; 10 Alt-Köpenick 9; 10; 15; 21–29; 36; 38 Freiheit 1; 12; 12A–C; 14; 15; 16 Katzengraben 3; 9; 11; 14; 19 Kietzer Straße 4 Kirchstraße 4 Laurenzstraße 1/1A | 09095664 – Jägerstraße 4, Waschhaus, 1885 von Friedrich Lahne |                                        |
| 09095582 | Alt-Köpenick 1/3, 4/10,7/9, 12–22, 24, 31–34, 36/38, 39 Alter Markt 1–12 Böttcherstraße 1–3 Claus-Dieter-Sprink-Weg Freiheit 1–9, 11/17, 12/16 Futranplatz Grünstraße 4–7, 9–25 Jägerstraße 1–7 Katzengraben 1/11, 13–17, 19–20 Kietzer Straße 1–7, 10–14 Kirchstraße 1–7 Laurenzstraße 1–2 Lüdersstraße 2/16, 15 Luisenhain Rosenstraße 1, 3–6, 8–10, 13/19 Schüßlerplatz Spindlergasse (Lage) | Altstadt Köpenick Baudenkmale siehe: Alter Markt 1; 4; 7; 9; 10 Alt-Köpenick 9; 10; 15; 21–29; 36; 38 Freiheit 1; 12; 12A–C; 14; 15; 16 Katzengraben 3; 9; 11; 14; 19 Kietzer Straße 4 Kirchstraße 4 Laurenzstraße 1/1A | 09095665 – Jägerstraße 5, Mietshaus, 1888 von Friedrich Lahne und H. Thiele |                                        |
| 09095582 | Alt-Köpenick 1/3, 4/10,7/9, 12–22, 24, 31–34, 36/38, 39 Alter Markt 1–12 Böttcherstraße 1–3 Claus-Dieter-Sprink-Weg Freiheit 1–9, 11/17, 12/16 Futranplatz Grünstraße 4–7, 9–25 Jägerstraße 1–7 Katzengraben 1/11, 13–17, 19–20 Kietzer Straße 1–7, 10–14 Kirchstraße 1–7 Laurenzstraße 1–2 Lüdersstraße 2/16, 15 Luisenhain Rosenstraße 1, 3–6, 8–10, 13/19 Schüßlerplatz Spindlergasse (Lage) | Altstadt Köpenick Baudenkmale siehe: Alter Markt 1; 4; 7; 9; 10 Alt-Köpenick 9; 10; 15; 21–29; 36; 38 Freiheit 1; 12; 12A–C; 14; 15; 16 Katzengraben 3; 9; 11; 14; 19 Kietzer Straße 4 Kirchstraße 4 Laurenzstraße 1/1A | Waschküchengebäude, 1893 |                                        |
| 09095582 | Alt-Köpenick 1/3, 4/10,7/9, 12–22, 24, 31–34, 36/38, 39 Alter Markt 1–12 Böttcherstraße 1–3 Claus-Dieter-Sprink-Weg Freiheit 1–9, 11/17, 12/16 Futranplatz Grünstraße 4–7, 9–25 Jägerstraße 1–7 Katzengraben 1/11, 13–17, 19–20 Kietzer Straße 1–7, 10–14 Kirchstraße 1–7 Laurenzstraße 1–2 Lüdersstraße 2/16, 15 Luisenhain Rosenstraße 1, 3–6, 8–10, 13/19 Schüßlerplatz Spindlergasse (Lage) | Altstadt Köpenick Baudenkmale siehe: Alter Markt 1; 4; 7; 9; 10 Alt-Köpenick 9; 10; 15; 21–29; 36; 38 Freiheit 1; 12; 12A–C; 14; 15; 16 Katzengraben 3; 9; 11; 14; 19 Kietzer Straße 4 Kirchstraße 4 Laurenzstraße 1/1A | 09095608 Katzengraben 7, Wohnhaus, 1684, Umbau 1871 von H. Thiele F. Lahne |                                        |
| 09095582 | Alt-Köpenick 1/3, 4/10,7/9, 12–22, 24, 31–34, 36/38, 39 Alter Markt 1–12 Böttcherstraße 1–3 Claus-Dieter-Sprink-Weg Freiheit 1–9, 11/17, 12/16 Futranplatz Grünstraße 4–7, 9–25 Jägerstraße 1–7 Katzengraben 1/11, 13–17, 19–20 Kietzer Straße 1–7, 10–14 Kirchstraße 1–7 Laurenzstraße 1–2 Lüdersstraße 2/16, 15 Luisenhain Rosenstraße 1, 3–6, 8–10, 13/19 Schüßlerplatz Spindlergasse (Lage) | Altstadt Köpenick Baudenkmale siehe: Alter Markt 1; 4; 7; 9; 10 Alt-Köpenick 9; 10; 15; 21–29; 36; 38 Freiheit 1; 12; 12A–C; 14; 15; 16 Katzengraben 3; 9; 11; 14; 19 Kietzer Straße 4 Kirchstraße 4 Laurenzstraße 1/1A | Stallgebäude 1858–1907 |                                        |
| 09095582 | Alt-Köpenick 1/3, 4/10,7/9, 12–22, 24, 31–34, 36/38, 39 Alter Markt 1–12 Böttcherstraße 1–3 Claus-Dieter-Sprink-Weg Freiheit 1–9, 11/17, 12/16 Futranplatz Grünstraße 4–7, 9–25 Jägerstraße 1–7 Katzengraben 1/11, 13–17, 19–20 Kietzer Straße 1–7, 10–14 Kirchstraße 1–7 Laurenzstraße 1–2 Lüdersstraße 2/16, 15 Luisenhain Rosenstraße 1, 3–6, 8–10, 13/19 Schüßlerplatz Spindlergasse (Lage) | Altstadt Köpenick Baudenkmale siehe: Alter Markt 1; 4; 7; 9; 10 Alt-Köpenick 9; 10; 15; 21–29; 36; 38 Freiheit 1; 12; 12A–C; 14; 15; 16 Katzengraben 3; 9; 11; 14; 19 Kietzer Straße 4 Kirchstraße 4 Laurenzstraße 1/1A | 09095611 – Katzengraben 13, Mietshaus, 1901–1902 von Fahner und Linse (Neben dem gelben Gebäude)                                                                                      |                                        |
| 09095582 | Alt-Köpenick 1/3, 4/10,7/9, 12–22, 24, 31–34, 36/38, 39 Alter Markt 1–12 Böttcherstraße 1–3 Claus-Dieter-Sprink-Weg Freiheit 1–9, 11/17, 12/16 Futranplatz Grünstraße 4–7, 9–25 Jägerstraße 1–7 Katzengraben 1/11, 13–17, 19–20 Kietzer Straße 1–7, 10–14 Kirchstraße 1–7 Laurenzstraße 1–2 Lüdersstraße 2/16, 15 Luisenhain Rosenstraße 1, 3–6, 8–10, 13/19 Schüßlerplatz Spindlergasse (Lage) | Altstadt Köpenick Baudenkmale siehe: Alter Markt 1; 4; 7; 9; 10 Alt-Köpenick 9; 10; 15; 21–29; 36; 38 Freiheit 1; 12; 12A–C; 14; 15; 16 Katzengraben 3; 9; 11; 14; 19 Kietzer Straße 4 Kirchstraße 4 Laurenzstraße 1/1A | 09095613 – Katzengraben 15, Mietshaus (rechtes Gebäude), 1900 von Friedrich Lahne | Katzengraben 13+15                     |
| 09095582 | Alt-Köpenick 1/3, 4/10,7/9, 12–22, 24, 31–34, 36/38, 39 Alter Markt 1–12 Böttcherstraße 1–3 Claus-Dieter-Sprink-Weg Freiheit 1–9, 11/17, 12/16 Futranplatz Grünstraße 4–7, 9–25 Jägerstraße 1–7 Katzengraben 1/11, 13–17, 19–20 Kietzer Straße 1–7, 10–14 Kirchstraße 1–7 Laurenzstraße 1–2 Lüdersstraße 2/16, 15 Luisenhain Rosenstraße 1, 3–6, 8–10, 13/19 Schüßlerplatz Spindlergasse (Lage) | Altstadt Köpenick Baudenkmale siehe: Alter Markt 1; 4; 7; 9; 10 Alt-Köpenick 9; 10; 15; 21–29; 36; 38 Freiheit 1; 12; 12A–C; 14; 15; 16 Katzengraben 3; 9; 11; 14; 19 Kietzer Straße 4 Kirchstraße 4 Laurenzstraße 1/1A | 09095614 – Katzengraben 17, Mietshaus, 1846 von Thiele Sen., Wäscherei und Pferdestall, 1908 von L. Mathan                                                                            |                                        |
| 09095582 | Alt-Köpenick 1/3, 4/10,7/9, 12–22, 24, 31–34, 36/38, 39 Alter Markt 1–12 Böttcherstraße 1–3 Claus-Dieter-Sprink-Weg Freiheit 1–9, 11/17, 12/16 Futranplatz Grünstraße 4–7, 9–25 Jägerstraße 1–7 Katzengraben 1/11, 13–17, 19–20 Kietzer Straße 1–7, 10–14 Kirchstraße 1–7 Laurenzstraße 1–2 Lüdersstraße 2/16, 15 Luisenhain Rosenstraße 1, 3–6, 8–10, 13/19 Schüßlerplatz Spindlergasse (Lage) | Altstadt Köpenick Baudenkmale siehe: Alter Markt 1; 4; 7; 9; 10 Alt-Köpenick 9; 10; 15; 21–29; 36; 38 Freiheit 1; 12; 12A–C; 14; 15; 16 Katzengraben 3; 9; 11; 14; 19 Kietzer Straße 4 Kirchstraße 4 Laurenzstraße 1/1A | 09095617 – Kietzer Straße 3, Wohn- und Geschäftshaus, 1884–1885 von Friedrich Lahne                                                                                                   |                                        |
| 09095582 | Alt-Köpenick 1/3, 4/10,7/9, 12–22, 24, 31–34, 36/38, 39 Alter Markt 1–12 Böttcherstraße 1–3 Claus-Dieter-Sprink-Weg Freiheit 1–9, 11/17, 12/16 Futranplatz Grünstraße 4–7, 9–25 Jägerstraße 1–7 Katzengraben 1/11, 13–17, 19–20 Kietzer Straße 1–7, 10–14 Kirchstraße 1–7 Laurenzstraße 1–2 Lüdersstraße 2/16, 15 Luisenhain Rosenstraße 1, 3–6, 8–10, 13/19 Schüßlerplatz Spindlergasse (Lage) | Altstadt Köpenick Baudenkmale siehe: Alter Markt 1; 4; 7; 9; 10 Alt-Köpenick 9; 10; 15; 21–29; 36; 38 Freiheit 1; 12; 12A–C; 14; 15; 16 Katzengraben 3; 9; 11; 14; 19 Kietzer Straße 4 Kirchstraße 4 Laurenzstraße 1/1A | Hofgebäude |                                        |
| 09095582 | Alt-Köpenick 1/3, 4/10,7/9, 12–22, 24, 31–34, 36/38, 39 Alter Markt 1–12 Böttcherstraße 1–3 Claus-Dieter-Sprink-Weg Freiheit 1–9, 11/17, 12/16 Futranplatz Grünstraße 4–7, 9–25 Jägerstraße 1–7 Katzengraben 1/11, 13–17, 19–20 Kietzer Straße 1–7, 10–14 Kirchstraße 1–7 Laurenzstraße 1–2 Lüdersstraße 2/16, 15 Luisenhain Rosenstraße 1, 3–6, 8–10, 13/19 Schüßlerplatz Spindlergasse (Lage) | Altstadt Köpenick Baudenkmale siehe: Alter Markt 1; 4; 7; 9; 10 Alt-Köpenick 9; 10; 15; 21–29; 36; 38 Freiheit 1; 12; 12A–C; 14; 15; 16 Katzengraben 3; 9; 11; 14; 19 Kietzer Straße 4 Kirchstraße 4 Laurenzstraße 1/1A | 09095619 – Kietzer Straße 5, Wohn- und Geschäftshaus, um 1890 |                                        |
| 09095582 | Alt-Köpenick 1/3, 4/10,7/9, 12–22, 24, 31–34, 36/38, 39 Alter Markt 1–12 Böttcherstraße 1–3 Claus-Dieter-Sprink-Weg Freiheit 1–9, 11/17, 12/16 Futranplatz Grünstraße 4–7, 9–25 Jägerstraße 1–7 Katzengraben 1/11, 13–17, 19–20 Kietzer Straße 1–7, 10–14 Kirchstraße 1–7 Laurenzstraße 1–2 Lüdersstraße 2/16, 15 Luisenhain Rosenstraße 1, 3–6, 8–10, 13/19 Schüßlerplatz Spindlergasse (Lage) | Altstadt Köpenick Baudenkmale siehe: Alter Markt 1; 4; 7; 9; 10 Alt-Köpenick 9; 10; 15; 21–29; 36; 38 Freiheit 1; 12; 12A–C; 14; 15; 16 Katzengraben 3; 9; 11; 14; 19 Kietzer Straße 4 Kirchstraße 4 Laurenzstraße 1/1A | 09095667 – Kietzer Straße 10, Wohn- und Geschäftshaus, 1912 von Fritz Barthel |                                        |
| 09095582 | Alt-Köpenick 1/3, 4/10,7/9, 12–22, 24, 31–34, 36/38, 39 Alter Markt 1–12 Böttcherstraße 1–3 Claus-Dieter-Sprink-Weg Freiheit 1–9, 11/17, 12/16 Futranplatz Grünstraße 4–7, 9–25 Jägerstraße 1–7 Katzengraben 1/11, 13–17, 19–20 Kietzer Straße 1–7, 10–14 Kirchstraße 1–7 Laurenzstraße 1–2 Lüdersstraße 2/16, 15 Luisenhain Rosenstraße 1, 3–6, 8–10, 13/19 Schüßlerplatz Spindlergasse (Lage) | Altstadt Köpenick Baudenkmale siehe: Alter Markt 1; 4; 7; 9; 10 Alt-Köpenick 9; 10; 15; 21–29; 36; 38 Freiheit 1; 12; 12A–C; 14; 15; 16 Katzengraben 3; 9; 11; 14; 19 Kietzer Straße 4 Kirchstraße 4 Laurenzstraße 1/1A | 09095669 – Kietzer Straße 12, Wohn- und Geschäftshaus, 1891 von Friedrich Lahne |                                        |
| 09095582 | Alt-Köpenick 1/3, 4/10,7/9, 12–22, 24, 31–34, 36/38, 39 Alter Markt 1–12 Böttcherstraße 1–3 Claus-Dieter-Sprink-Weg Freiheit 1–9, 11/17, 12/16 Futranplatz Grünstraße 4–7, 9–25 Jägerstraße 1–7 Katzengraben 1/11, 13–17, 19–20 Kietzer Straße 1–7, 10–14 Kirchstraße 1–7 Laurenzstraße 1–2 Lüdersstraße 2/16, 15 Luisenhain Rosenstraße 1, 3–6, 8–10, 13/19 Schüßlerplatz Spindlergasse (Lage) | Altstadt Köpenick Baudenkmale siehe: Alter Markt 1; 4; 7; 9; 10 Alt-Köpenick 9; 10; 15; 21–29; 36; 38 Freiheit 1; 12; 12A–C; 14; 15; 16 Katzengraben 3; 9; 11; 14; 19 Kietzer Straße 4 Kirchstraße 4 Laurenzstraße 1/1A | 09095670 – Kietzer Straße 13, Wohn- und Geschäftshaus, 1890 von A. Liebherr |                                        |
| 09095582 | Alt-Köpenick 1/3, 4/10,7/9, 12–22, 24, 31–34, 36/38, 39 Alter Markt 1–12 Böttcherstraße 1–3 Claus-Dieter-Sprink-Weg Freiheit 1–9, 11/17, 12/16 Futranplatz Grünstraße 4–7, 9–25 Jägerstraße 1–7 Katzengraben 1/11, 13–17, 19–20 Kietzer Straße 1–7, 10–14 Kirchstraße 1–7 Laurenzstraße 1–2 Lüdersstraße 2/16, 15 Luisenhain Rosenstraße 1, 3–6, 8–10, 13/19 Schüßlerplatz Spindlergasse (Lage) | Altstadt Köpenick Baudenkmale siehe: Alter Markt 1; 4; 7; 9; 10 Alt-Köpenick 9; 10; 15; 21–29; 36; 38 Freiheit 1; 12; 12A–C; 14; 15; 16 Katzengraben 3; 9; 11; 14; 19 Kietzer Straße 4 Kirchstraße 4 Laurenzstraße 1/1A | 09095671 – Kietzer Straße 14, Geschäftshaus, 1993 mit historischer Fassade |                                        |
| 09095582 | Alt-Köpenick 1/3, 4/10,7/9, 12–22, 24, 31–34, 36/38, 39 Alter Markt 1–12 Böttcherstraße 1–3 Claus-Dieter-Sprink-Weg Freiheit 1–9, 11/17, 12/16 Futranplatz Grünstraße 4–7, 9–25 Jägerstraße 1–7 Katzengraben 1/11, 13–17, 19–20 Kietzer Straße 1–7, 10–14 Kirchstraße 1–7 Laurenzstraße 1–2 Lüdersstraße 2/16, 15 Luisenhain Rosenstraße 1, 3–6, 8–10, 13/19 Schüßlerplatz Spindlergasse (Lage) | Altstadt Köpenick Baudenkmale siehe: Alter Markt 1; 4; 7; 9; 10 Alt-Köpenick 9; 10; 15; 21–29; 36; 38 Freiheit 1; 12; 12A–C; 14; 15; 16 Katzengraben 3; 9; 11; 14; 19 Kietzer Straße 4 Kirchstraße 4 Laurenzstraße 1/1A | 09095621 – Kirchstraße 1, Mietshaus, 1873 von Friedrich Lahne |                                        |
| 09095582 | Alt-Köpenick 1/3, 4/10,7/9, 12–22, 24, 31–34, 36/38, 39 Alter Markt 1–12 Böttcherstraße 1–3 Claus-Dieter-Sprink-Weg Freiheit 1–9, 11/17, 12/16 Futranplatz Grünstraße 4–7, 9–25 Jägerstraße 1–7 Katzengraben 1/11, 13–17, 19–20 Kietzer Straße 1–7, 10–14 Kirchstraße 1–7 Laurenzstraße 1–2 Lüdersstraße 2/16, 15 Luisenhain Rosenstraße 1, 3–6, 8–10, 13/19 Schüßlerplatz Spindlergasse (Lage) | Altstadt Köpenick Baudenkmale siehe: Alter Markt 1; 4; 7; 9; 10 Alt-Köpenick 9; 10; 15; 21–29; 36; 38 Freiheit 1; 12; 12A–C; 14; 15; 16 Katzengraben 3; 9; 11; 14; 19 Kietzer Straße 4 Kirchstraße 4 Laurenzstraße 1/1A | 09095622 – Kirchstraße 2, Geschäftshaus, 1925–1933 von Gebrüder Manz |                                        |
| 09095582 | Alt-Köpenick 1/3, 4/10,7/9, 12–22, 24, 31–34, 36/38, 39 Alter Markt 1–12 Böttcherstraße 1–3 Claus-Dieter-Sprink-Weg Freiheit 1–9, 11/17, 12/16 Futranplatz Grünstraße 4–7, 9–25 Jägerstraße 1–7 Katzengraben 1/11, 13–17, 19–20 Kietzer Straße 1–7, 10–14 Kirchstraße 1–7 Laurenzstraße 1–2 Lüdersstraße 2/16, 15 Luisenhain Rosenstraße 1, 3–6, 8–10, 13/19 Schüßlerplatz Spindlergasse (Lage) | Altstadt Köpenick Baudenkmale siehe: Alter Markt 1; 4; 7; 9; 10 Alt-Köpenick 9; 10; 15; 21–29; 36; 38 Freiheit 1; 12; 12A–C; 14; 15; 16 Katzengraben 3; 9; 11; 14; 19 Kietzer Straße 4 Kirchstraße 4 Laurenzstraße 1/1A | 09095623 – Kirchstraße 3, Kaufhalle, 1923–1924 von F. Fischer |                                        |
| 09095582 | Alt-Köpenick 1/3, 4/10,7/9, 12–22, 24, 31–34, 36/38, 39 Alter Markt 1–12 Böttcherstraße 1–3 Claus-Dieter-Sprink-Weg Freiheit 1–9, 11/17, 12/16 Futranplatz Grünstraße 4–7, 9–25 Jägerstraße 1–7 Katzengraben 1/11, 13–17, 19–20 Kietzer Straße 1–7, 10–14 Kirchstraße 1–7 Laurenzstraße 1–2 Lüdersstraße 2/16, 15 Luisenhain Rosenstraße 1, 3–6, 8–10, 13/19 Schüßlerplatz Spindlergasse (Lage) | Altstadt Köpenick Baudenkmale siehe: Alter Markt 1; 4; 7; 9; 10 Alt-Köpenick 9; 10; 15; 21–29; 36; 38 Freiheit 1; 12; 12A–C; 14; 15; 16 Katzengraben 3; 9; 11; 14; 19 Kietzer Straße 4 Kirchstraße 4 Laurenzstraße 1/1A | 09095625 – Kirchstraße 5, Mietshaus, 1908 von Joseph Rudolph |                                        |
| 09095582 | Alt-Köpenick 1/3, 4/10,7/9, 12–22, 24, 31–34, 36/38, 39 Alter Markt 1–12 Böttcherstraße 1–3 Claus-Dieter-Sprink-Weg Freiheit 1–9, 11/17, 12/16 Futranplatz Grünstraße 4–7, 9–25 Jägerstraße 1–7 Katzengraben 1/11, 13–17, 19–20 Kietzer Straße 1–7, 10–14 Kirchstraße 1–7 Laurenzstraße 1–2 Lüdersstraße 2/16, 15 Luisenhain Rosenstraße 1, 3–6, 8–10, 13/19 Schüßlerplatz Spindlergasse (Lage) | Altstadt Köpenick Baudenkmale siehe: Alter Markt 1; 4; 7; 9; 10 Alt-Köpenick 9; 10; 15; 21–29; 36; 38 Freiheit 1; 12; 12A–C; 14; 15; 16 Katzengraben 3; 9; 11; 14; 19 Kietzer Straße 4 Kirchstraße 4 Laurenzstraße 1/1A | 09095626 – Kirchstraße 6 / Rosenstraße 13, Mietshaus, um 1935 |                                        |
| 09095582 | Alt-Köpenick 1/3, 4/10,7/9, 12–22, 24, 31–34, 36/38, 39 Alter Markt 1–12 Böttcherstraße 1–3 Claus-Dieter-Sprink-Weg Freiheit 1–9, 11/17, 12/16 Futranplatz Grünstraße 4–7, 9–25 Jägerstraße 1–7 Katzengraben 1/11, 13–17, 19–20 Kietzer Straße 1–7, 10–14 Kirchstraße 1–7 Laurenzstraße 1–2 Lüdersstraße 2/16, 15 Luisenhain Rosenstraße 1, 3–6, 8–10, 13/19 Schüßlerplatz Spindlergasse (Lage) | Altstadt Köpenick Baudenkmale siehe: Alter Markt 1; 4; 7; 9; 10 Alt-Köpenick 9; 10; 15; 21–29; 36; 38 Freiheit 1; 12; 12A–C; 14; 15; 16 Katzengraben 3; 9; 11; 14; 19 Kietzer Straße 4 Kirchstraße 4 Laurenzstraße 1/1A | 09095672 – Laurenzstraße 2, Wohn- und Geschäftshaus, 1907–1908 |                                        |
| 09095582 | Alt-Köpenick 1/3, 4/10,7/9, 12–22, 24, 31–34, 36/38, 39 Alter Markt 1–12 Böttcherstraße 1–3 Claus-Dieter-Sprink-Weg Freiheit 1–9, 11/17, 12/16 Futranplatz Grünstraße 4–7, 9–25 Jägerstraße 1–7 Katzengraben 1/11, 13–17, 19–20 Kietzer Straße 1–7, 10–14 Kirchstraße 1–7 Laurenzstraße 1–2 Lüdersstraße 2/16, 15 Luisenhain Rosenstraße 1, 3–6, 8–10, 13/19 Schüßlerplatz Spindlergasse (Lage) | Altstadt Köpenick Baudenkmale siehe: Alter Markt 1; 4; 7; 9; 10 Alt-Köpenick 9; 10; 15; 21–29; 36; 38 Freiheit 1; 12; 12A–C; 14; 15; 16 Katzengraben 3; 9; 11; 14; 19 Kietzer Straße 4 Kirchstraße 4 Laurenzstraße 1/1A | 09095674 – Lüdersstraße 10, Wohnhaus, um 1665, Umbau nach Kriegszerstörung um 1945 |                                        |
| 09095582 | Alt-Köpenick 1/3, 4/10,7/9, 12–22, 24, 31–34, 36/38, 39 Alter Markt 1–12 Böttcherstraße 1–3 Claus-Dieter-Sprink-Weg Freiheit 1–9, 11/17, 12/16 Futranplatz Grünstraße 4–7, 9–25 Jägerstraße 1–7 Katzengraben 1/11, 13–17, 19–20 Kietzer Straße 1–7, 10–14 Kirchstraße 1–7 Laurenzstraße 1–2 Lüdersstraße 2/16, 15 Luisenhain Rosenstraße 1, 3–6, 8–10, 13/19 Schüßlerplatz Spindlergasse (Lage) | Altstadt Köpenick Baudenkmale siehe: Alter Markt 1; 4; 7; 9; 10 Alt-Köpenick 9; 10; 15; 21–29; 36; 38 Freiheit 1; 12; 12A–C; 14; 15; 16 Katzengraben 3; 9; 11; 14; 19 Kietzer Straße 4 Kirchstraße 4 Laurenzstraße 1/1A | Hofgebäude |                                        |
| 09095582 | Alt-Köpenick 1/3, 4/10,7/9, 12–22, 24, 31–34, 36/38, 39 Alter Markt 1–12 Böttcherstraße 1–3 Claus-Dieter-Sprink-Weg Freiheit 1–9, 11/17, 12/16 Futranplatz Grünstraße 4–7, 9–25 Jägerstraße 1–7 Katzengraben 1/11, 13–17, 19–20 Kietzer Straße 1–7, 10–14 Kirchstraße 1–7 Laurenzstraße 1–2 Lüdersstraße 2/16, 15 Luisenhain Rosenstraße 1, 3–6, 8–10, 13/19 Schüßlerplatz Spindlergasse (Lage) | Altstadt Köpenick Baudenkmale siehe: Alter Markt 1; 4; 7; 9; 10 Alt-Köpenick 9; 10; 15; 21–29; 36; 38 Freiheit 1; 12; 12A–C; 14; 15; 16 Katzengraben 3; 9; 11; 14; 19 Kietzer Straße 4 Kirchstraße 4 Laurenzstraße 1/1A | 09095675 – Lüdersstraße 16, Wohn- und Geschäftshaus, um 1900 |                                        |
| 09095582 | Alt-Köpenick 1/3, 4/10,7/9, 12–22, 24, 31–34, 36/38, 39 Alter Markt 1–12 Böttcherstraße 1–3 Claus-Dieter-Sprink-Weg Freiheit 1–9, 11/17, 12/16 Futranplatz Grünstraße 4–7, 9–25 Jägerstraße 1–7 Katzengraben 1/11, 13–17, 19–20 Kietzer Straße 1–7, 10–14 Kirchstraße 1–7 Laurenzstraße 1–2 Lüdersstraße 2/16, 15 Luisenhain Rosenstraße 1, 3–6, 8–10, 13/19 Schüßlerplatz Spindlergasse (Lage) | Altstadt Köpenick Baudenkmale siehe: Alter Markt 1; 4; 7; 9; 10 Alt-Köpenick 9; 10; 15; 21–29; 36; 38 Freiheit 1; 12; 12A–C; 14; 15; 16 Katzengraben 3; 9; 11; 14; 19 Kietzer Straße 4 Kirchstraße 4 Laurenzstraße 1/1A | 09096511 – Luisenhain, Schmuckplatz, 1908, Umgestaltung, 1924 | Modell des Luisenhains (Mitte)         |
| 09095582 | Alt-Köpenick 1/3, 4/10,7/9, 12–22, 24, 31–34, 36/38, 39 Alter Markt 1–12 Böttcherstraße 1–3 Claus-Dieter-Sprink-Weg Freiheit 1–9, 11/17, 12/16 Futranplatz Grünstraße 4–7, 9–25 Jägerstraße 1–7 Katzengraben 1/11, 13–17, 19–20 Kietzer Straße 1–7, 10–14 Kirchstraße 1–7 Laurenzstraße 1–2 Lüdersstraße 2/16, 15 Luisenhain Rosenstraße 1, 3–6, 8–10, 13/19 Schüßlerplatz Spindlergasse (Lage) | Altstadt Köpenick Baudenkmale siehe: Alter Markt 1; 4; 7; 9; 10 Alt-Köpenick 9; 10; 15; 21–29; 36; 38 Freiheit 1; 12; 12A–C; 14; 15; 16 Katzengraben 3; 9; 11; 14; 19 Kietzer Straße 4 Kirchstraße 4 Laurenzstraße 1/1A | 09095676 – Rosenstraße 1, Mietshaus, um 1895 | Rosenstraße 1                          |
| 09095582 | Alt-Köpenick 1/3, 4/10,7/9, 12–22, 24, 31–34, 36/38, 39 Alter Markt 1–12 Böttcherstraße 1–3 Claus-Dieter-Sprink-Weg Freiheit 1–9, 11/17, 12/16 Futranplatz Grünstraße 4–7, 9–25 Jägerstraße 1–7 Katzengraben 1/11, 13–17, 19–20 Kietzer Straße 1–7, 10–14 Kirchstraße 1–7 Laurenzstraße 1–2 Lüdersstraße 2/16, 15 Luisenhain Rosenstraße 1, 3–6, 8–10, 13/19 Schüßlerplatz Spindlergasse (Lage) | Altstadt Köpenick Baudenkmale siehe: Alter Markt 1; 4; 7; 9; 10 Alt-Köpenick 9; 10; 15; 21–29; 36; 38 Freiheit 1; 12; 12A–C; 14; 15; 16 Katzengraben 3; 9; 11; 14; 19 Kietzer Straße 4 Kirchstraße 4 Laurenzstraße 1/1A | 09095677 – Rosenstraße 3, Mietshaus, um 1905 |                                        |
| 09095582 | Alt-Köpenick 1/3, 4/10,7/9, 12–22, 24, 31–34, 36/38, 39 Alter Markt 1–12 Böttcherstraße 1–3 Claus-Dieter-Sprink-Weg Freiheit 1–9, 11/17, 12/16 Futranplatz Grünstraße 4–7, 9–25 Jägerstraße 1–7 Katzengraben 1/11, 13–17, 19–20 Kietzer Straße 1–7, 10–14 Kirchstraße 1–7 Laurenzstraße 1–2 Lüdersstraße 2/16, 15 Luisenhain Rosenstraße 1, 3–6, 8–10, 13/19 Schüßlerplatz Spindlergasse (Lage) | Altstadt Köpenick Baudenkmale siehe: Alter Markt 1; 4; 7; 9; 10 Alt-Köpenick 9; 10; 15; 21–29; 36; 38 Freiheit 1; 12; 12A–C; 14; 15; 16 Katzengraben 3; 9; 11; 14; 19 Kietzer Straße 4 Kirchstraße 4 Laurenzstraße 1/1A | 09095678 – Rosenstraße 4, Mietshaus, 1904 von Max Kienert |                                        |
| 09095582 | Alt-Köpenick 1/3, 4/10,7/9, 12–22, 24, 31–34, 36/38, 39 Alter Markt 1–12 Böttcherstraße 1–3 Claus-Dieter-Sprink-Weg Freiheit 1–9, 11/17, 12/16 Futranplatz Grünstraße 4–7, 9–25 Jägerstraße 1–7 Katzengraben 1/11, 13–17, 19–20 Kietzer Straße 1–7, 10–14 Kirchstraße 1–7 Laurenzstraße 1–2 Lüdersstraße 2/16, 15 Luisenhain Rosenstraße 1, 3–6, 8–10, 13/19 Schüßlerplatz Spindlergasse (Lage) | Altstadt Köpenick Baudenkmale siehe: Alter Markt 1; 4; 7; 9; 10 Alt-Köpenick 9; 10; 15; 21–29; 36; 38 Freiheit 1; 12; 12A–C; 14; 15; 16 Katzengraben 3; 9; 11; 14; 19 Kietzer Straße 4 Kirchstraße 4 Laurenzstraße 1/1A | 09095679 – Rosenstraße 6, Mietshaus, um 1895 |                                        |
| 09095582 | Alt-Köpenick 1/3, 4/10,7/9, 12–22, 24, 31–34, 36/38, 39 Alter Markt 1–12 Böttcherstraße 1–3 Claus-Dieter-Sprink-Weg Freiheit 1–9, 11/17, 12/16 Futranplatz Grünstraße 4–7, 9–25 Jägerstraße 1–7 Katzengraben 1/11, 13–17, 19–20 Kietzer Straße 1–7, 10–14 Kirchstraße 1–7 Laurenzstraße 1–2 Lüdersstraße 2/16, 15 Luisenhain Rosenstraße 1, 3–6, 8–10, 13/19 Schüßlerplatz Spindlergasse (Lage) | Altstadt Köpenick Baudenkmale siehe: Alter Markt 1; 4; 7; 9; 10 Alt-Köpenick 9; 10; 15; 21–29; 36; 38 Freiheit 1; 12; 12A–C; 14; 15; 16 Katzengraben 3; 9; 11; 14; 19 Kietzer Straße 4 Kirchstraße 4 Laurenzstraße 1/1A | 09095680 – Rosenstraße 8, Mietshaus, um 1890 |                                        |
| 09095582 | Alt-Köpenick 1/3, 4/10,7/9, 12–22, 24, 31–34, 36/38, 39 Alter Markt 1–12 Böttcherstraße 1–3 Claus-Dieter-Sprink-Weg Freiheit 1–9, 11/17, 12/16 Futranplatz Grünstraße 4–7, 9–25 Jägerstraße 1–7 Katzengraben 1/11, 13–17, 19–20 Kietzer Straße 1–7, 10–14 Kirchstraße 1–7 Laurenzstraße 1–2 Lüdersstraße 2/16, 15 Luisenhain Rosenstraße 1, 3–6, 8–10, 13/19 Schüßlerplatz Spindlergasse (Lage) | Altstadt Köpenick Baudenkmale siehe: Alter Markt 1; 4; 7; 9; 10 Alt-Köpenick 9; 10; 15; 21–29; 36; 38 Freiheit 1; 12; 12A–C; 14; 15; 16 Katzengraben 3; 9; 11; 14; 19 Kietzer Straße 4 Kirchstraße 4 Laurenzstraße 1/1A | 09095681 – Rosenstraße 10, Mietshaus, um 1885 |                                        |
| 09095582 | Alt-Köpenick 1/3, 4/10,7/9, 12–22, 24, 31–34, 36/38, 39 Alter Markt 1–12 Böttcherstraße 1–3 Claus-Dieter-Sprink-Weg Freiheit 1–9, 11/17, 12/16 Futranplatz Grünstraße 4–7, 9–25 Jägerstraße 1–7 Katzengraben 1/11, 13–17, 19–20 Kietzer Straße 1–7, 10–14 Kirchstraße 1–7 Laurenzstraße 1–2 Lüdersstraße 2/16, 15 Luisenhain Rosenstraße 1, 3–6, 8–10, 13/19 Schüßlerplatz Spindlergasse (Lage) | Altstadt Köpenick Baudenkmale siehe: Alter Markt 1; 4; 7; 9; 10 Alt-Köpenick 9; 10; 15; 21–29; 36; 38 Freiheit 1; 12; 12A–C; 14; 15; 16 Katzengraben 3; 9; 11; 14; 19 Kietzer Straße 4 Kirchstraße 4 Laurenzstraße 1/1A | 09095627 – Rosenstraße 15, Mietshaus, um 1890 |                                        |
| 09095582 | Alt-Köpenick 1/3, 4/10,7/9, 12–22, 24, 31–34, 36/38, 39 Alter Markt 1–12 Böttcherstraße 1–3 Claus-Dieter-Sprink-Weg Freiheit 1–9, 11/17, 12/16 Futranplatz Grünstraße 4–7, 9–25 Jägerstraße 1–7 Katzengraben 1/11, 13–17, 19–20 Kietzer Straße 1–7, 10–14 Kirchstraße 1–7 Laurenzstraße 1–2 Lüdersstraße 2/16, 15 Luisenhain Rosenstraße 1, 3–6, 8–10, 13/19 Schüßlerplatz Spindlergasse (Lage) | Altstadt Köpenick Baudenkmale siehe: Alter Markt 1; 4; 7; 9; 10 Alt-Köpenick 9; 10; 15; 21–29; 36; 38 Freiheit 1; 12; 12A–C; 14; 15; 16 Katzengraben 3; 9; 11; 14; 19 Kietzer Straße 4 Kirchstraße 4 Laurenzstraße 1/1A | Hofgebäude, um 1870 |                                        |
| 09095582 | Alt-Köpenick 1/3, 4/10,7/9, 12–22, 24, 31–34, 36/38, 39 Alter Markt 1–12 Böttcherstraße 1–3 Claus-Dieter-Sprink-Weg Freiheit 1–9, 11/17, 12/16 Futranplatz Grünstraße 4–7, 9–25 Jägerstraße 1–7 Katzengraben 1/11, 13–17, 19–20 Kietzer Straße 1–7, 10–14 Kirchstraße 1–7 Laurenzstraße 1–2 Lüdersstraße 2/16, 15 Luisenhain Rosenstraße 1, 3–6, 8–10, 13/19 Schüßlerplatz Spindlergasse (Lage) | Altstadt Köpenick Baudenkmale siehe: Alter Markt 1; 4; 7; 9; 10 Alt-Köpenick 9; 10; 15; 21–29; 36; 38 Freiheit 1; 12; 12A–C; 14; 15; 16 Katzengraben 3; 9; 11; 14; 19 Kietzer Straße 4 Kirchstraße 4 Laurenzstraße 1/1A | 09096513 – Rosenstraße 17, Hofgebäude, um 1890 |                                        |
| 09095582 | Alt-Köpenick 1/3, 4/10,7/9, 12–22, 24, 31–34, 36/38, 39 Alter Markt 1–12 Böttcherstraße 1–3 Claus-Dieter-Sprink-Weg Freiheit 1–9, 11/17, 12/16 Futranplatz Grünstraße 4–7, 9–25 Jägerstraße 1–7 Katzengraben 1/11, 13–17, 19–20 Kietzer Straße 1–7, 10–14 Kirchstraße 1–7 Laurenzstraße 1–2 Lüdersstraße 2/16, 15 Luisenhain Rosenstraße 1, 3–6, 8–10, 13/19 Schüßlerplatz Spindlergasse (Lage) | Altstadt Köpenick Baudenkmale siehe: Alter Markt 1; 4; 7; 9; 10 Alt-Köpenick 9; 10; 15; 21–29; 36; 38 Freiheit 1; 12; 12A–C; 14; 15; 16 Katzengraben 3; 9; 11; 14; 19 Kietzer Straße 4 Kirchstraße 4 Laurenzstraße 1/1A | Ehemalige Bestandteile des Ensembles: |                                        |
| 09095582 | Alt-Köpenick 1/3, 4/10,7/9, 12–22, 24, 31–34, 36/38, 39 Alter Markt 1–12 Böttcherstraße 1–3 Claus-Dieter-Sprink-Weg Freiheit 1–9, 11/17, 12/16 Futranplatz Grünstraße 4–7, 9–25 Jägerstraße 1–7 Katzengraben 1/11, 13–17, 19–20 Kietzer Straße 1–7, 10–14 Kirchstraße 1–7 Laurenzstraße 1–2 Lüdersstraße 2/16, 15 Luisenhain Rosenstraße 1, 3–6, 8–10, 13/19 Schüßlerplatz Spindlergasse (Lage) | Altstadt Köpenick Baudenkmale siehe: Alter Markt 1; 4; 7; 9; 10 Alt-Köpenick 9; 10; 15; 21–29; 36; 38 Freiheit 1; 12; 12A–C; 14; 15; 16 Katzengraben 3; 9; 11; 14; 19 Kietzer Straße 4 Kirchstraße 4 Laurenzstraße 1/1A | 09096512 – Alter Markt 5, Hofgebäude, 4. Viertel 19. Jahrhundert |                                        |
| 09095582 | Alt-Köpenick 1/3, 4/10,7/9, 12–22, 24, 31–34, 36/38, 39 Alter Markt 1–12 Böttcherstraße 1–3 Claus-Dieter-Sprink-Weg Freiheit 1–9, 11/17, 12/16 Futranplatz Grünstraße 4–7, 9–25 Jägerstraße 1–7 Katzengraben 1/11, 13–17, 19–20 Kietzer Straße 1–7, 10–14 Kirchstraße 1–7 Laurenzstraße 1–2 Lüdersstraße 2/16, 15 Luisenhain Rosenstraße 1, 3–6, 8–10, 13/19 Schüßlerplatz Spindlergasse (Lage) | Altstadt Köpenick Baudenkmale siehe: Alter Markt 1; 4; 7; 9; 10 Alt-Köpenick 9; 10; 15; 21–29; 36; 38 Freiheit 1; 12; 12A–C; 14; 15; 16 Katzengraben 3; 9; 11; 14; 19 Kietzer Straße 4 Kirchstraße 4 Laurenzstraße 1/1A | unbekannt – Freiheit 18, Seitenflügel, 1876–1877, um 1930 |                                        |
| 09095582 | Alt-Köpenick 1/3, 4/10,7/9, 12–22, 24, 31–34, 36/38, 39 Alter Markt 1–12 Böttcherstraße 1–3 Claus-Dieter-Sprink-Weg Freiheit 1–9, 11/17, 12/16 Futranplatz Grünstraße 4–7, 9–25 Jägerstraße 1–7 Katzengraben 1/11, 13–17, 19–20 Kietzer Straße 1–7, 10–14 Kirchstraße 1–7 Laurenzstraße 1–2 Lüdersstraße 2/16, 15 Luisenhain Rosenstraße 1, 3–6, 8–10, 13/19 Schüßlerplatz Spindlergasse (Lage) | Altstadt Köpenick Baudenkmale siehe: Alter Markt 1; 4; 7; 9; 10 Alt-Köpenick 9; 10; 15; 21–29; 36; 38 Freiheit 1; 12; 12A–C; 14; 15; 16 Katzengraben 3; 9; 11; 14; 19 Kietzer Straße 4 Kirchstraße 4 Laurenzstraße 1/1A | 09095616 – Katzengraben 20, Mietshaus, um 1900; 2021 aberkannt |                                        |
| 09095582 | Alt-Köpenick 1/3, 4/10,7/9, 12–22, 24, 31–34, 36/38, 39 Alter Markt 1–12 Böttcherstraße 1–3 Claus-Dieter-Sprink-Weg Freiheit 1–9, 11/17, 12/16 Futranplatz Grünstraße 4–7, 9–25 Jägerstraße 1–7 Katzengraben 1/11, 13–17, 19–20 Kietzer Straße 1–7, 10–14 Kirchstraße 1–7 Laurenzstraße 1–2 Lüdersstraße 2/16, 15 Luisenhain Rosenstraße 1, 3–6, 8–10, 13/19 Schüßlerplatz Spindlergasse (Lage) | Altstadt Köpenick Baudenkmale siehe: Alter Markt 1; 4; 7; 9; 10 Alt-Köpenick 9; 10; 15; 21–29; 36; 38 Freiheit 1; 12; 12A–C; 14; 15; 16 Katzengraben 3; 9; 11; 14; 19 Kietzer Straße 4 Kirchstraße 4 Laurenzstraße 1/1A | 09095620 – Kietzer Straße 6, Wohnhaus, 1843 von G. Thiele, Umbau und Modernisierung 1985, abgerissen                                                                                  |                                        |
| 09095582 | Alt-Köpenick 1/3, 4/10,7/9, 12–22, 24, 31–34, 36/38, 39 Alter Markt 1–12 Böttcherstraße 1–3 Claus-Dieter-Sprink-Weg Freiheit 1–9, 11/17, 12/16 Futranplatz Grünstraße 4–7, 9–25 Jägerstraße 1–7 Katzengraben 1/11, 13–17, 19–20 Kietzer Straße 1–7, 10–14 Kirchstraße 1–7 Laurenzstraße 1–2 Lüdersstraße 2/16, 15 Luisenhain Rosenstraße 1, 3–6, 8–10, 13/19 Schüßlerplatz Spindlergasse (Lage) | Altstadt Köpenick Baudenkmale siehe: Alter Markt 1; 4; 7; 9; 10 Alt-Köpenick 9; 10; 15; 21–29; 36; 38 Freiheit 1; 12; 12A–C; 14; 15; 16 Katzengraben 3; 9; 11; 14; 19 Kietzer Straße 4 Kirchstraße 4 Laurenzstraße 1/1A | 09095673 – Lüdersstraße 15 / Alter Markt 6, Wohnhaus, 2. Viertel 19. Jahrhundert |                                        |
| 09095808 | Kietz 3–28 Breite Gasse Judisgasse Kaumanns Gasse Kleine Hege Müggelheimer Straße 1A–C Wassergasse (zwischen Kietz 19 und 20) (Lage) | Dorfanlage Kietz Baudenkmale siehe: Kietz 6; 12; 19; 21; 27 | Weitere Bestandteile des Ensembles: | Weitere Bestandteile des Ensembles:    |
| 09095808 | Kietz 3–28 Breite Gasse Judisgasse Kaumanns Gasse Kleine Hege Müggelheimer Straße 1A–C Wassergasse (zwischen Kietz 19 und 20) (Lage) | Dorfanlage Kietz Baudenkmale siehe: Kietz 6; 12; 19; 21; 27 | 09095809 – Kietz 3, Mietshaus, 1908 | Kietz 3                                |
| 09095808 | Kietz 3–28 Breite Gasse Judisgasse Kaumanns Gasse Kleine Hege Müggelheimer Straße 1A–C Wassergasse (zwischen Kietz 19 und 20) (Lage) | Dorfanlage Kietz Baudenkmale siehe: Kietz 6; 12; 19; 21; 27 | 09095810 – Kietz 4, Wohnhaus, 1875 von Carl Buckow | Kietz 4                                |
| 09095808 | Kietz 3–28 Breite Gasse Judisgasse Kaumanns Gasse Kleine Hege Müggelheimer Straße 1A–C Wassergasse (zwischen Kietz 19 und 20) (Lage) | Dorfanlage Kietz Baudenkmale siehe: Kietz 6; 12; 19; 21; 27 | 09095811 – Kietz 5, Miets- und Geschäftshaus, um 1900 | Kietz 5                                |
| 09095808 | Kietz 3–28 Breite Gasse Judisgasse Kaumanns Gasse Kleine Hege Müggelheimer Straße 1A–C Wassergasse (zwischen Kietz 19 und 20) (Lage) | Dorfanlage Kietz Baudenkmale siehe: Kietz 6; 12; 19; 21; 27 | 09095813 – Kietz 7, Mietshaus, 1910 | Kietz 7                                |
| 09095808 | Kietz 3–28 Breite Gasse Judisgasse Kaumanns Gasse Kleine Hege Müggelheimer Straße 1A–C Wassergasse (zwischen Kietz 19 und 20) (Lage) | Dorfanlage Kietz Baudenkmale siehe: Kietz 6; 12; 19; 21; 27 | 09095814 – Kietz 8, Wohnhaus, 2. Viertel 18. Jahrhundert | Kietz 8                                |
| 09095808 | Kietz 3–28 Breite Gasse Judisgasse Kaumanns Gasse Kleine Hege Müggelheimer Straße 1A–C Wassergasse (zwischen Kietz 19 und 20) (Lage) | Dorfanlage Kietz Baudenkmale siehe: Kietz 6; 12; 19; 21; 27 | 09095815 – Kietz 9, Mietshaus, 1892 von Carl Mathan & W. Hahn | Kietz 9                                |
| 09095808 | Kietz 3–28 Breite Gasse Judisgasse Kaumanns Gasse Kleine Hege Müggelheimer Straße 1A–C Wassergasse (zwischen Kietz 19 und 20) (Lage) | Dorfanlage Kietz Baudenkmale siehe: Kietz 6; 12; 19; 21; 27 | 09095816 – Kietz 10, Wohnhaus, 1877 von C. Buckow | Kietz 10                               |
| 09095808 | Kietz 3–28 Breite Gasse Judisgasse Kaumanns Gasse Kleine Hege Müggelheimer Straße 1A–C Wassergasse (zwischen Kietz 19 und 20) (Lage) | Dorfanlage Kietz Baudenkmale siehe: Kietz 6; 12; 19; 21; 27 | 09095817 – Kietz 11, Wohnhaus, um 1800, Umbau 1979–1980 | Kietz 11                               |
| 09095808 | Kietz 3–28 Breite Gasse Judisgasse Kaumanns Gasse Kleine Hege Müggelheimer Straße 1A–C Wassergasse (zwischen Kietz 19 und 20) (Lage) | Dorfanlage Kietz Baudenkmale siehe: Kietz 6; 12; 19; 21; 27 | 09095819 – Kietz 13, Wohnhaus, 1985 | Kietz 13                               |
| 09095808 | Kietz 3–28 Breite Gasse Judisgasse Kaumanns Gasse Kleine Hege Müggelheimer Straße 1A–C Wassergasse (zwischen Kietz 19 und 20) (Lage) | Dorfanlage Kietz Baudenkmale siehe: Kietz 6; 12; 19; 21; 27 | 09095820 – Kietz 14, Wohnhaus, 1858 | Kietz 14                               |
| 09095808 | Kietz 3–28 Breite Gasse Judisgasse Kaumanns Gasse Kleine Hege Müggelheimer Straße 1A–C Wassergasse (zwischen Kietz 19 und 20) (Lage) | Dorfanlage Kietz Baudenkmale siehe: Kietz 6; 12; 19; 21; 27 | 09095821 – Kietz 15, Wohnhaus, um 1800, Umbau 1873 von C. Buckow | Kietz 15                               |
| 09095808 | Kietz 3–28 Breite Gasse Judisgasse Kaumanns Gasse Kleine Hege Müggelheimer Straße 1A–C Wassergasse (zwischen Kietz 19 und 20) (Lage) | Dorfanlage Kietz Baudenkmale siehe: Kietz 6; 12; 19; 21; 27 | 09095822 – Kietz 16, Wohnhaus, um 1990 nach historischem Vorbild | Kietz 16                               |
| 09095808 | Kietz 3–28 Breite Gasse Judisgasse Kaumanns Gasse Kleine Hege Müggelheimer Straße 1A–C Wassergasse (zwischen Kietz 19 und 20) (Lage) | Dorfanlage Kietz Baudenkmale siehe: Kietz 6; 12; 19; 21; 27 | 09095823 – Kietz 16A, Wohnhaus, 1. Viertel 19. Jahrhundert, Umbau um 1870 |                                        |
| 09095808 | Kietz 3–28 Breite Gasse Judisgasse Kaumanns Gasse Kleine Hege Müggelheimer Straße 1A–C Wassergasse (zwischen Kietz 19 und 20) (Lage) | Dorfanlage Kietz Baudenkmale siehe: Kietz 6; 12; 19; 21; 27 | 09095824 – Kietz 17, Wohnhaus, um 1680, 1876–1878 Umbau von C. Buckow | Kietz 17                               |
| 09095808 | Kietz 3–28 Breite Gasse Judisgasse Kaumanns Gasse Kleine Hege Müggelheimer Straße 1A–C Wassergasse (zwischen Kietz 19 und 20) (Lage) | Dorfanlage Kietz Baudenkmale siehe: Kietz 6; 12; 19; 21; 27 | 09095825 – Kietz 18, Wohnhaus (rechts) um 1780, 1829 aufgestockt. Mietshaus (links), 1895 von Friedrich Lahne                                                                         | Kietz 18                               |
| 09095808 | Kietz 3–28 Breite Gasse Judisgasse Kaumanns Gasse Kleine Hege Müggelheimer Straße 1A–C Wassergasse (zwischen Kietz 19 und 20) (Lage) | Dorfanlage Kietz Baudenkmale siehe: Kietz 6; 12; 19; 21; 27 | 09095827 – Kietz 20, Mietshaus, 3. Viertel 19. Jahrhundert, Umbauten 1876 und 1901 | Kietz 20                               |
| 09095808 | Kietz 3–28 Breite Gasse Judisgasse Kaumanns Gasse Kleine Hege Müggelheimer Straße 1A–C Wassergasse (zwischen Kietz 19 und 20) (Lage) | Dorfanlage Kietz Baudenkmale siehe: Kietz 6; 12; 19; 21; 27 | 09095828 – Kietz 21A, Wohnhaus, 1966–1970 | Kietz 21A                              |
| 09095808 | Kietz 3–28 Breite Gasse Judisgasse Kaumanns Gasse Kleine Hege Müggelheimer Straße 1A–C Wassergasse (zwischen Kietz 19 und 20) (Lage) | Dorfanlage Kietz Baudenkmale siehe: Kietz 6; 12; 19; 21; 27 | 09095831 – Kietz 22, Wohnhaus, um 1750, Umbau 1879 und 1932 | Kietz 22                               |
| 09095808 | Kietz 3–28 Breite Gasse Judisgasse Kaumanns Gasse Kleine Hege Müggelheimer Straße 1A–C Wassergasse (zwischen Kietz 19 und 20) (Lage) | Dorfanlage Kietz Baudenkmale siehe: Kietz 6; 12; 19; 21; 27 | 09095830 – Kietz 22A, Wohnhaus, um 1850, Umbau 1932 | Kietz 22A                              |
| 09095808 | Kietz 3–28 Breite Gasse Judisgasse Kaumanns Gasse Kleine Hege Müggelheimer Straße 1A–C Wassergasse (zwischen Kietz 19 und 20) (Lage) | Dorfanlage Kietz Baudenkmale siehe: Kietz 6; 12; 19; 21; 27 | 09095832 – Kietz 22B, Wohnhaus, um 1850, Umbau 1909 von W. Gräffel | Kietz 22B                              |
| 09095808 | Kietz 3–28 Breite Gasse Judisgasse Kaumanns Gasse Kleine Hege Müggelheimer Straße 1A–C Wassergasse (zwischen Kietz 19 und 20) (Lage) | Dorfanlage Kietz Baudenkmale siehe: Kietz 6; 12; 19; 21; 27 | 09095833 – Kietz 23, Wohnhaus, 1852 | Kietz 23                               |
| 09095808 | Kietz 3–28 Breite Gasse Judisgasse Kaumanns Gasse Kleine Hege Müggelheimer Straße 1A–C Wassergasse (zwischen Kietz 19 und 20) (Lage) | Dorfanlage Kietz Baudenkmale siehe: Kietz 6; 12; 19; 21; 27 | 09095834 – Kietz 24, Mietshaus, 1891 | Kietz 24                               |
| 09095808 | Kietz 3–28 Breite Gasse Judisgasse Kaumanns Gasse Kleine Hege Müggelheimer Straße 1A–C Wassergasse (zwischen Kietz 19 und 20) (Lage) | Dorfanlage Kietz Baudenkmale siehe: Kietz 6; 12; 19; 21; 27 | 09095835 – Kietz 25, Mietshaus mit Vorgarten, 1890 von Friedrich Lahne | Kietz 25                               |
| 09095808 | Kietz 3–28 Breite Gasse Judisgasse Kaumanns Gasse Kleine Hege Müggelheimer Straße 1A–C Wassergasse (zwischen Kietz 19 und 20) (Lage) | Dorfanlage Kietz Baudenkmale siehe: Kietz 6; 12; 19; 21; 27 | 09095836 – Kietz 26, Wohnhaus, 1933 von Emil Plehm | Kietz 26                               |
| 09095808 | Kietz 3–28 Breite Gasse Judisgasse Kaumanns Gasse Kleine Hege Müggelheimer Straße 1A–C Wassergasse (zwischen Kietz 19 und 20) (Lage) | Dorfanlage Kietz Baudenkmale siehe: Kietz 6; 12; 19; 21; 27 | 09095838 – Kietz 28, Mietshaus, 1901 | Kietz 28                               |
| 09095808 | Kietz 3–28 Breite Gasse Judisgasse Kaumanns Gasse Kleine Hege Müggelheimer Straße 1A–C Wassergasse (zwischen Kietz 19 und 20) (Lage) | Dorfanlage Kietz Baudenkmale siehe: Kietz 6; 12; 19; 21; 27 | Nicht konstituierende Bestandteile des Ensembles: Müggelheimer Straße 1A–C |                                        |
| 09045606 | Schönerlinder Straße 1–16 Adlershofer Straße 7 Grünauer Straße 18, 22 (Lage) | Ensemble Schönerlinder Straße, Mietshäuser | Bestandteile des Ensembles: | Bestandteile des Ensembles:            |
| 09045606 | Schönerlinder Straße 1–16 Adlershofer Straße 7 Grünauer Straße 18, 22 (Lage) | Ensemble Schönerlinder Straße, Mietshäuser | 09045623 – Adlershofer Straße 7, Mietshaus, 1896 von Carl Mathan (?) |                                        |
| 09045606 | Schönerlinder Straße 1–16 Adlershofer Straße 7 Grünauer Straße 18, 22 (Lage) | Ensemble Schönerlinder Straße, Mietshäuser | Hofgebäude |                                        |
| 09045606 | Schönerlinder Straße 1–16 Adlershofer Straße 7 Grünauer Straße 18, 22 (Lage) | Ensemble Schönerlinder Straße, Mietshäuser | 09045622 – Grünauer Straße 22, Wohnhaus. 1870 |                                        |
| 09045606 | Schönerlinder Straße 1–16 Adlershofer Straße 7 Grünauer Straße 18, 22 (Lage) | Ensemble Schönerlinder Straße, Mietshäuser | 09045607 – Schönerlinder Straße 1 / Grünauer Straße 18, Mietshaus, 1893–1895 von W. Hahn, Gaststättenanbau 1895                                                                       |                                        |
| 09045606 | Schönerlinder Straße 1–16 Adlershofer Straße 7 Grünauer Straße 18, 22 (Lage) | Ensemble Schönerlinder Straße, Mietshäuser | 09045608 – Schönerlinder Straße 2, Mietshaus, 1896–1897 von W. Graefel |                                        |
| 09045606 | Schönerlinder Straße 1–16 Adlershofer Straße 7 Grünauer Straße 18, 22 (Lage) | Ensemble Schönerlinder Straße, Mietshäuser | 09045609 – Schönerlinder Straße 3, Mietshaus, 1889 von A. Seidel |                                        |
| 09045606 | Schönerlinder Straße 1–16 Adlershofer Straße 7 Grünauer Straße 18, 22 (Lage) | Ensemble Schönerlinder Straße, Mietshäuser | 09045610 – Schönerlinder Straße 4, Mietshaus, um 1890 |                                        |
| 09045606 | Schönerlinder Straße 1–16 Adlershofer Straße 7 Grünauer Straße 18, 22 (Lage) | Ensemble Schönerlinder Straße, Mietshäuser | 09045611 – Schönerlinder Straße 5, Mietshaus, 1894 von Carl Mathan |                                        |
| 09045606 | Schönerlinder Straße 1–16 Adlershofer Straße 7 Grünauer Straße 18, 22 (Lage) | Ensemble Schönerlinder Straße, Mietshäuser | seitengebäude |                                        |
| 09045606 | Schönerlinder Straße 1–16 Adlershofer Straße 7 Grünauer Straße 18, 22 (Lage) | Ensemble Schönerlinder Straße, Mietshäuser | 09045612 – Schönerlinder Straße 6, Mietshaus, 1888–1889 von Carl Mathan |                                        |
| 09045606 | Schönerlinder Straße 1–16 Adlershofer Straße 7 Grünauer Straße 18, 22 (Lage) | Ensemble Schönerlinder Straße, Mietshäuser | Hofgebäude |                                        |
| 09045606 | Schönerlinder Straße 1–16 Adlershofer Straße 7 Grünauer Straße 18, 22 (Lage) | Ensemble Schönerlinder Straße, Mietshäuser | 09045613 – Schönerlinder Straße 7, Mietshaus, vor 1889 |                                        |
| 09045606 | Schönerlinder Straße 1–16 Adlershofer Straße 7 Grünauer Straße 18, 22 (Lage) | Ensemble Schönerlinder Straße, Mietshäuser | Hofgebäude |                                        |
| 09045606 | Schönerlinder Straße 1–16 Adlershofer Straße 7 Grünauer Straße 18, 22 (Lage) | Ensemble Schönerlinder Straße, Mietshäuser | 09045614 – Schönerlinder Straße 8, Mietshaus, 1894–1895 von W. Graefel |                                        |
| 09045606 | Schönerlinder Straße 1–16 Adlershofer Straße 7 Grünauer Straße 18, 22 (Lage) | Ensemble Schönerlinder Straße, Mietshäuser | Schuppen |                                        |
| 09045606 | Schönerlinder Straße 1–16 Adlershofer Straße 7 Grünauer Straße 18, 22 (Lage) | Ensemble Schönerlinder Straße, Mietshäuser | 09045615 – Schönerlinder Straße 9, Mietshaus, 1895–1896 von Carl Mathan |                                        |
| 09045606 | Schönerlinder Straße 1–16 Adlershofer Straße 7 Grünauer Straße 18, 22 (Lage) | Ensemble Schönerlinder Straße, Mietshäuser | Hinterhaus |                                        |
| 09045606 | Schönerlinder Straße 1–16 Adlershofer Straße 7 Grünauer Straße 18, 22 (Lage) | Ensemble Schönerlinder Straße, Mietshäuser | 09045616 – Schönerlinder Straße 10, Mietshaus, 1889–1890 von A. Bösang |                                        |
| 09045606 | Schönerlinder Straße 1–16 Adlershofer Straße 7 Grünauer Straße 18, 22 (Lage) | Ensemble Schönerlinder Straße, Mietshäuser | 09045617 – Schönerlinder Straße 11, Mietshaus, 1906 von Hermann Franke |                                        |
| 09045606 | Schönerlinder Straße 1–16 Adlershofer Straße 7 Grünauer Straße 18, 22 (Lage) | Ensemble Schönerlinder Straße, Mietshäuser | 09045618 – Schönerlinder Straße 12, Mietshaus, 1887–1888 von Friedrich Lahne |                                        |
| 09045606 | Schönerlinder Straße 1–16 Adlershofer Straße 7 Grünauer Straße 18, 22 (Lage) | Ensemble Schönerlinder Straße, Mietshäuser | 09045619 – Schönerlinder Straße 13, Mietshaus, 1888 |                                        |
| 09045606 | Schönerlinder Straße 1–16 Adlershofer Straße 7 Grünauer Straße 18, 22 (Lage) | Ensemble Schönerlinder Straße, Mietshäuser | Hofgebäude |                                        |
| 09045606 | Schönerlinder Straße 1–16 Adlershofer Straße 7 Grünauer Straße 18, 22 (Lage) | Ensemble Schönerlinder Straße, Mietshäuser | 09045620 – Schönerlinder Straße 14, Mietshaus, 1890–1891 von A. Bösang |                                        |
| 09045606 | Schönerlinder Straße 1–16 Adlershofer Straße 7 Grünauer Straße 18, 22 (Lage) | Ensemble Schönerlinder Straße, Mietshäuser | Schuppen |                                        |
| 09045606 | Schönerlinder Straße 1–16 Adlershofer Straße 7 Grünauer Straße 18, 22 (Lage) | Ensemble Schönerlinder Straße, Mietshäuser | 09045621 – Schönerlinder Straße 15, Mietshaus, 1892 von Carl Mathan |                                        |
| 09045606 | Schönerlinder Straße 1–16 Adlershofer Straße 7 Grünauer Straße 18, 22 (Lage) | Ensemble Schönerlinder Straße, Mietshäuser | Hinterhaus und Seitengebäude, 1885–1886 |                                        |
| 09045606 | Schönerlinder Straße 1–16 Adlershofer Straße 7 Grünauer Straße 18, 22 (Lage) | Ensemble Schönerlinder Straße, Mietshäuser | 09045831 – Schönerlinder Straße 16, Mietshaus, 1892 von August Seidel |                                        |
| 09045606 | Schönerlinder Straße 1–16 Adlershofer Straße 7 Grünauer Straße 18, 22 (Lage) | Ensemble Schönerlinder Straße, Mietshäuser | Seiten- und Quergebäude, 1892 von August Seidel |                                        |

## Denkmalbereiche (Gesamtanlagen)
| Nr.      | Lage | Offizielle Bezeichnung                                                                   | Beschreibung | Bild                            |
| -------- | --- | ---------------------------------------------------------------------------------------- | --- | ------------------------------- |
| 09045816 | Adolf-Heyden-Straße 1/5 Carl-Spindler-Straße 13–16, 18–19, 21 Ernst-Grube-Straße 38/40C, 46/50C, 60 Henriette-Lustig-Straße 6/10, 11/13, 14 Ottomar-Geschke-Straße 17, 20/22 Wäscherinnenweg 1–3 (Lage)                    | Wäscherei Spindler, Industrieanlage mit ehem. Warmbadeanstalt                            | um 1880–1905 |                                 |
| 09045816 | Adolf-Heyden-Straße 1/5 Carl-Spindler-Straße 13–16, 18–19, 21 Ernst-Grube-Straße 38/40C, 46/50C, 60 Henriette-Lustig-Straße 6/10, 11/13, 14 Ottomar-Geschke-Straße 17, 20/22 Wäscherinnenweg 1–3 (Lage)                    | Wäscherei Spindler, Industrieanlage mit ehem. Warmbadeanstalt                            | Pförtnerhaus |                                 |
| 09045816 | Adolf-Heyden-Straße 1/5 Carl-Spindler-Straße 13–16, 18–19, 21 Ernst-Grube-Straße 38/40C, 46/50C, 60 Henriette-Lustig-Straße 6/10, 11/13, 14 Ottomar-Geschke-Straße 17, 20/22 Wäscherinnenweg 1–3 (Lage)                    | Wäscherei Spindler, Industrieanlage mit ehem. Warmbadeanstalt                            | Büro- und Werkstattgebäude mit Pförtnerloge, 1928, erweitert 1938 |                                 |
| 09045816 | Ottomar-Geschke-Straße 22/32 Ernst-Grube-Straße 26/44, 44A Ahornallee 1/11 (Lage) | Teilverlust: Wäscherei Spindler, große Teile der Industriehallen                         | um 1880–1905; Beräumung des Geländes 2001–2005; übrig sind sechs Gebäude und Schornstein |                                 |
| 09045752 | Bahnhofstraße 48, 50–56 Annenallee 1A, 2, 2A, 3 Hämmerlingstraße 125–131, 135–137 Kinzerallee 4–16, 3–5, 11–15 Langerhansstraße 1–12, 18–30 Seelenbinderstraße 4–6, 12–14, 7–15 (Lage)                                     | Siedlung Bahnhofstraße/Hämmerlingstraße, Wohnanlage                                      | 1922–1924 von Willy Wagenknecht und Heinrich Peter Kaiser | Bahnhofstr. 50–56               |
| 09045752 | Bahnhofstraße 48, 50–56 Annenallee 1A, 2, 2A, 3 Hämmerlingstraße 125–131, 135–137 Kinzerallee 4–16, 3–5, 11–15 Langerhansstraße 1–12, 18–30 Seelenbinderstraße 4–6, 12–14, 7–15 (Lage)                                     | Siedlung Bahnhofstraße/Hämmerlingstraße, Wohnanlage                                      | Erweiterung 1925–1927 |                                 |
| 09045752 | Bahnhofstraße 48, 50–56 Annenallee 1A, 2, 2A, 3 Hämmerlingstraße 125–131, 135–137 Kinzerallee 4–16, 3–5, 11–15 Langerhansstraße 1–12, 18–30 Seelenbinderstraße 4–6, 12–14, 7–15 (Lage)                                     | Siedlung Bahnhofstraße/Hämmerlingstraße, Wohnanlage                                      | Gasleuchten im Straßenraum |                                 |
| 09045779 | Borgmannstraße 2/3 Kiekebuschstraße 6 (Lage) | 6. und 9. Gemeindeschule Köpenick (Borgmannstraße) sowie Mittelschule (Kiekebuschstraße) | 1902–1903 beide Schulgebäude über einen gemeinsamen Schulhof miteinander verbunden. In der DDR-Zeit war es die Oberschule „Johann und Anton Schmaus“. |                                 |
| 09045779 | Borgmannstraße 2/3 Kiekebuschstraße 6 (Lage) | 6. und 9. Gemeindeschule Köpenick (Borgmannstraße) sowie Mittelschule (Kiekebuschstraße) | Turnhalle |                                 |
| 09045779 | Borgmannstraße 2/3 Kiekebuschstraße 6 (Lage) | 6. und 9. Gemeindeschule Köpenick (Borgmannstraße) sowie Mittelschule (Kiekebuschstraße) | Gasleuchte im Straßenraum |                                 |
| 09045757 | Elcknerplatz 20–22 (Lage) | Beamtenwohnhäuser                                                                        | um 1880 |                                 |
| 09045781 | Friedrichshagener Straße 9 (Lage) | Fabrikanlage der Glanzfilm AG, und mit Einfriedungsmauer                                 | Verwaltungsgebäude (F/22), 1922–1925 von Heinrich Müller-Erkelenz In dieser ehemaligen Fabrik quartierte sich im Jahr 1994 das 1992 neu gegründete Stadttheater Cöpenick ein, das auf eine Erstgründung des Jahres 1889 zurückgeht. Das Boulevardtheater spielte hier bis Ende Juni 2016, muss aber nun wegen Geldmangel ausziehen. Als neue Spielstätten der Kultureinrichtung, die von der Kunstfabrik Köpenick GmH betrieben wird, sind der Kiezclub in Wendenschloss und das Theater Adlershof vorgesehen. | Gebäude 22                      |
| 09045781 | Friedrichshagener Straße 9 (Lage) | Fabrikanlage der Glanzfilm AG, und mit Einfriedungsmauer                                 | Kantinengebäude (G/21) | Gebäude 21                      |
| 09045781 | Friedrichshagener Straße 9 (Lage) | Fabrikanlage der Glanzfilm AG, und mit Einfriedungsmauer                                 | Gebäude der Rohfilmproduktion (A/6, B/11) |                                 |
| 09045781 | Friedrichshagener Straße 9 (Lage) | Fabrikanlage der Glanzfilm AG, und mit Einfriedungsmauer                                 | Magazin und Filmlager (D, E/14) |                                 |
| 09045781 | Friedrichshagener Straße 9 (Lage) | Fabrikanlage der Glanzfilm AG, und mit Einfriedungsmauer                                 | Rohfilmverarbeitung (C/15), 1922–1925 von Ferdinand Flakowski | Gebäude 15                      |
| 09045781 | Friedrichshagener Straße 9 (Lage) | Fabrikanlage der Glanzfilm AG, und mit Einfriedungsmauer                                 | Absorptionsanlage (N/7) |                                 |
| 09045781 | Friedrichshagener Straße 9 (Lage) | Fabrikanlage der Glanzfilm AG, und mit Einfriedungsmauer                                 | Rektifizieranlage (O/8) |                                 |
| 09045781 | Friedrichshagener Straße 9 (Lage) | Fabrikanlage der Glanzfilm AG, und mit Einfriedungsmauer                                 | 1952–1953 von VVB Industrie-Entwurf, Betrieb Berlin II |                                 |
| 09045781 | Friedrichshagener Straße 9 (Lage) | Fabrikanlage der Glanzfilm AG, und mit Einfriedungsmauer                                 | Werksgarten | Gebäude am Werksgarten          |
| 09045781 | Friedrichshagener Straße 9 (Lage) | Fabrikanlage der Glanzfilm AG, und mit Einfriedungsmauer                                 | Bronzeplastik, 1969 von Ingeborg Hunzinger, steht auf dem früheren Werksgarten | Bronzeskulptur von I. Hunzinger |
| 09045761 | Lindenstraße 1 (Lage) | Realgymnasium mit Turnhalle, Aula und Rektorenwohnhaus                                   | 1909–1910 von Hugo Kinzer. Bis zum Zweiten Weltkrieg Theodor-Körner-Realgymnasium („Körner-Schule“). Später genutzt als Fachschule für Kindergärtnerinnen, nach 1991 Eigentum der BEST-Sabel-Bildungszentrum GmbH, die hier eine private Oberschule betreibt. |                                 |
| 09045764 | Lindenstraße 38–41 Spreestraße 1–4 (Lage) | Mietshäuser                                                                              | 1910–1911 von Richard Preuss. Die Baudenkmale bestehen aus zwei Trakten – Lindenstraße 40/41 und Lindenstraße 38/39, die von der Spreestraße unterbrochen werden. Bemerkenswert sind hier wohl die beiden Torhäuser (Bild). | Lindenstraße 38/39–40/41        |
| 09045638 | Mandrellaplatz 6 Puchanstraße 12 (Lage) | Stadtbezirksgericht                                                                      | 1899–1901 von Paul Thoemer |                                 |
| 09045638 | Mandrellaplatz 6 Puchanstraße 12 (Lage) | Stadtbezirksgericht                                                                      | Zellengefängnis mit Gedenkstätte |                                 |
| 09045783 | Mentzelstraße 12–14, 18–22, 19–23 (Lage) | Werkssiedlung Spindler                                                                   | 1873–1875 |                                 |
| 09045749 | Mittelheide 5–47, 48–62, 63–108A Sterntalerstraße 60–62 Uhlenhorster Straße 22–26, 21–25 Zu den sieben Raben 15, 16 (Lage)                                                                                                 | Stadtrandsiedlung Mittelheide                                                            | Siedlung, 1928–1929 von Otto Rudolf Salvisberg | Mittelheide 6–12                |
| 09045749 | Mittelheide 5–47, 48–62, 63–108A Sterntalerstraße 60–62 Uhlenhorster Straße 22–26, 21–25 Zu den sieben Raben 15, 16 (Lage)                                                                                                 | Stadtrandsiedlung Mittelheide                                                            | Platzflächen, Vorgärten und Gartenhöfe sowie Figurengruppe, 1929 von Willi Ernst Schade |                                 |
| 09097850 | Möllhausenufer 30 (Lage) | Strandbad Wendenschloß                                                                   | 1955–1957 vom Architektenkollektiv Schietsch | Strandbad                       |
| 09097850 | Möllhausenufer 30 (Lage) | Strandbad Wendenschloß                                                                   | „Badende“, Bronzefigur, 1955 von Walter Lerche |                                 |
| 09097850 | Möllhausenufer 30 (Lage) | Strandbad Wendenschloß                                                                   | „Seerobbe“, Betongussplastik, 1970 vom Erwin Damerow |                                 |
| 09045794 | Oberspreestraße 173 Flemmingstraße 38 Mentzelstraße 6 (Lage) | Dorotheen-Lyzeum (heute: Alexander-von-Humboldt-Oberschule)                              | Schulgebäude, 1928–1929 von Max Taut |                                 |
| 09045794 | Oberspreestraße 173 Flemmingstraße 38 Mentzelstraße 6 (Lage) | Dorotheen-Lyzeum (heute: Alexander-von-Humboldt-Oberschule)                              | Turnhalle, 1928–1929 von Max Taut |                                 |
| 09045794 | Oberspreestraße 173 Flemmingstraße 38 Mentzelstraße 6 (Lage) | Dorotheen-Lyzeum (heute: Alexander-von-Humboldt-Oberschule)                              | Hausmeisterhaus |                                 |
| 09045801 | Salvador-Allende-Straße 2–8 (Lage) | Krankenhaus Köpenick                                                                     | 1912–1913 von Hugo Kinzer Verwaltungs- und Krankenhausgebäude mit späterem Anbau | Ursprünglicher Trakt            |
| 09045801 | Salvador-Allende-Straße 2–8 (Lage) | Krankenhaus Köpenick                                                                     | Wirtschaftsgebäude |                                 |
| 09045801 | Salvador-Allende-Straße 2–8 (Lage) | Krankenhaus Köpenick                                                                     | Isolierhaus |                                 |
| 09045801 | Salvador-Allende-Straße 2–8 (Lage) | Krankenhaus Köpenick                                                                     | Desinfektions- und Leichenhaus |                                 |
| 09045801 | Salvador-Allende-Straße 2–8 (Lage) | Krankenhaus Köpenick                                                                     | Teile der Einfriedung und Villa |                                 |
| 09045801 | Salvador-Allende-Straße 2–8 (Lage) | Denkmalverlust:                                                                          | Operationsbunker, 1940 und Küchenanbau; Abriss 2006 |                                 |
| 09095682 | Schlossinsel Köpenick (Lage) | Schloss Köpenick                                                                         | schloss, 1677–1681 von Rutger van Langervelt | Schloss Köpenick                |
| 09095682 | Schlossinsel Köpenick (Lage) | Schloss Köpenick                                                                         | Portalbau mit Wachhäusern, 1682 | Portalbau mit Wachhäusern       |
| 09095682 | Schlossinsel Köpenick (Lage) | Schloss Köpenick                                                                         | Schlosskirche mit Anbauten, 1682–1684 | Schlosskirche mit Anbauten      |
| 09095682 | Schlossinsel Köpenick (Lage) | Schloss Köpenick                                                                         | Galerieanbau, 1688 von Johann Arnold Nering (siehe auch Gartendenkmal Schlossgarten) |                                 |
| 09045786 | Siegfried-Berger-Straße 3-4 Wendenschloßstraße 290 (Lage) | Meierei Bolle                                                                            | 1899–1907 von Max Kühnlein |                                 |
| 09045786 | Siegfried-Berger-Straße 3-4 Wendenschloßstraße 290 (Lage) | Teilverlust:                                                                             | Abriss der straßenseitigen Gebäude um das Jahr 2000 |                                 |
| 09045792 | Stellingdamm 15–15A (Lage) | Städtisches Gaswerk Köpenick (heute: Köpenicker Hof)                                     | 1899–1900, 1905 von Hugo Kinzer (Architektur) und Firma Julius Pintsch (technischer Entwurf) | Stellingdamm 15                 |
| 09045792 | Stellingdamm 15–15A (Lage) | Städtisches Gaswerk Köpenick (heute: Köpenicker Hof)                                     | Verwaltungsgebäude, um 1910 |                                 |
| 09045792 | Stellingdamm 15–15A (Lage) | Städtisches Gaswerk Köpenick (heute: Köpenicker Hof)                                     | Kohleschuppen, 1905, Umbau zur Garage der ABOAG 1928–29 |                                 |
| 09045792 | Stellingdamm 15–15A (Lage) | Städtisches Gaswerk Köpenick (heute: Köpenicker Hof)                                     | Büro- und Verwaltungsgebäude, 1905 |                                 |
| 09045792 | Stellingdamm 15–15A (Lage) | Städtisches Gaswerk Köpenick (heute: Köpenicker Hof)                                     | Neues Ofenhaus, 1905 |                                 |
| 09045792 | Stellingdamm 15–15A (Lage) | Städtisches Gaswerk Köpenick (heute: Köpenicker Hof)                                     | Uhren- und Reglerhaus, 1905, Umbau zum Werkstattgebäude 1928-1929 |                                 |
| 09045792 | Stellingdamm 15–15A (Lage) | Städtisches Gaswerk Köpenick (heute: Köpenicker Hof)                                     | Kesselhaus, 1905 |                                 |
| 09045792 | Stellingdamm 15–15A (Lage) | Städtisches Gaswerk Köpenick (heute: Köpenicker Hof)                                     | Wohnhaus, 1899 | Stellingdamm 15A                |
| 09045792 | Stellingdamm 15–15A (Lage) | Städtisches Gaswerk Köpenick (heute: Köpenicker Hof)                                     | Lager, 1899 |                                 |
| 09045811 | Stellingdamm 16–51 Lindenhof 1–12 Elseneck 1–17 Essenplatz 1–18 Heidekrugstraße 6–36, 41–71 Janitzkystraße 23–73, 38–52, 56–70 Schmausstraße 1–84 Uhlenhorster Straße 29–62 Waldburgweg 1–36 Wolfsgartenstraße 1–44 (Lage) | Wohnsiedlung Elsengrund                                                                  | 1. Bauabschnitt 1919–1921 von Otto Rudolf Salvisberg, Bauherr: Gemeinnützige Siedlungsgesellschaft. Es handelt sich um 400 Wohnungen in Einfamilienhäusern (drei Haustypen) und Mehrfamilienhäusern mit zugehörigen Gärten. Architektur wird einem Stilmix aus Neoklassizismus und Expressionismus zugeordnet | Stellingdamm 30                 |
| 09045811 | Stellingdamm 16–51 Lindenhof 1–12 Elseneck 1–17 Essenplatz 1–18 Heidekrugstraße 6–36, 41–71 Janitzkystraße 23–73, 38–52, 56–70 Schmausstraße 1–84 Uhlenhorster Straße 29–62 Waldburgweg 1–36 Wolfsgartenstraße 1–44 (Lage) | Wohnsiedlung Elsengrund                                                                  | 2. Bauabschnitt 1921–1928 |                                 |
| 09045811 | Stellingdamm 16–51 Lindenhof 1–12 Elseneck 1–17 Essenplatz 1–18 Heidekrugstraße 6–36, 41–71 Janitzkystraße 23–73, 38–52, 56–70 Schmausstraße 1–84 Uhlenhorster Straße 29–62 Waldburgweg 1–36 Wolfsgartenstraße 1–44 (Lage) | Wohnsiedlung Elsengrund                                                                  | 3. Bauabschnitt 1928–1929 |                                 |
| 09045811 | Stellingdamm 16–51 Lindenhof 1–12 Elseneck 1–17 Essenplatz 1–18 Heidekrugstraße 6–36, 41–71 Janitzkystraße 23–73, 38–52, 56–70 Schmausstraße 1–84 Uhlenhorster Straße 29–62 Waldburgweg 1–36 Wolfsgartenstraße 1–44 (Lage) | Wohnsiedlung Elsengrund                                                                  | Platzflächen, Vorgärten und rückwärtigen Nutzgärten |                                 |
| 09045811 | Stellingdamm 16–51 Lindenhof 1–12 Elseneck 1–17 Essenplatz 1–18 Heidekrugstraße 6–36, 41–71 Janitzkystraße 23–73, 38–52, 56–70 Schmausstraße 1–84 Uhlenhorster Straße 29–62 Waldburgweg 1–36 Wolfsgartenstraße 1–44 (Lage) | Wohnsiedlung Elsengrund                                                                  | Gedenkstein für Johann und Anton Schmaus, Paul von Essen, Erich Janitzky und Johannes Stelling auf dem Essenplatz In der Siedlung befindet sich der hier genannte Gedenkstein für die in der Köpenicker Blutwoche 1933 durch SA ermordete Personen. |                                 |
| 09045778 | Wasserwerk Müggelheim 1 (Lage) | Wasserwerk Köpenick                                                                      | Werktor, 1906 von Hugo Kinzer |                                 |
| 09045778 | Wasserwerk Müggelheim 1 (Lage) | Wasserwerk Köpenick                                                                      | Maschinenhaus mit Ausstattung |                                 |
| 09045778 | Wasserwerk Müggelheim 1 (Lage) | Wasserwerk Köpenick                                                                      | Filterhaus |                                 |
| 09045778 | Wasserwerk Müggelheim 1 (Lage) | Wasserwerk Köpenick                                                                      | Werkstattgebäude |                                 |
| 09045778 | Wasserwerk Müggelheim 1 (Lage) | Wasserwerk Köpenick                                                                      | Wohnhaus |                                 |
| 09045778 | Wasserwerk Müggelheim 1 (Lage) | Wasserwerk Köpenick                                                                      | Werksgarten |                                 |
| 09045787 | Wendenschloßstraße 138 Charlottenstraße 25 (Lage) | Straßenbahnhof                                                                           | 1903–1906 von Hugo Kinzer |                                 |
| 09045790 | Wendenschloßstraße 254 (Lage) | Marienhain                                                                               | Wohnhaus des Gutshof Bolle, um 1875 von Carl Bolle, Umbau 1955 (siehe auch Gartendenkmal Villengarten Bolle) |                                 |
| 09045790 | Wendenschloßstraße 254 (Lage) | Marienhain                                                                               | Nebengebäude |                                 |
| 09045790 | Wendenschloßstraße 254 (Lage) | Marienhain                                                                               | Villa Bolleum, 1875 von Carl Bolle, Umbau 1890, 1924 |                                 |
| 09045790 | Wendenschloßstraße 254 (Lage) | Marienhain                                                                               | Weinhaus (Gewächshaus) |                                 |

## Baudenkmale
| Nr.      | Lage                                                 | Offizielle Bezeichnung                                                               | Beschreibung                                                                                                | Bild                            |
| -------- | ---------------------------------------------------- | ------------------------------------------------------------------------------------ | --- | ------------------------------- |
| 09095641 | Alter Markt 1 (Lage)                                 | Freigut (Heimatmuseum) Bestandteil des Ensembles: Altstadt Köpenick                  | um 1665, Umbau 1720 (D)                                                                                     |                                 |
| 09095641 | Alter Markt 1 (Lage)                                 | Freigut (Heimatmuseum) Bestandteil des Ensembles: Altstadt Köpenick                  | Liegehalle des Kindergartens, 1908-1909                                                                     |                                 |
| 09095585 | Alter Markt 4 Katzengraben 16 (Lage)                 | Wohnhaus Bestandteil des Ensembles: Altstadt Köpenick                                | 1683, 1869                                                                                                  | Alter Markt 4 · Katzengraben 16 |
| 09095585 | Alter Markt 4 Katzengraben 16 (Lage)                 | Mietshaus                                                                            | 1886 von L. Mathan (?)                                                                                      |                                 |
| 09095585 | Alter Markt 4 Katzengraben 16 (Lage)                 | Seitengebäude                                                                        | 1868 von H. Thiele und 1886 von C. Wobelack                                                                 | Seitengebäude an Alter Markt 4  |
| 09095643 | Alter Markt 7 (Lage)                                 | Wohnhaus Bestandteil des Ensembles: Altstadt Köpenick                                | um 1715, Umbau 1853                                                                                         | Alter markt 7                   |
| 09095645 | Alter Markt 9 (Lage)                                 | Mietshaus Bestandteil des Ensembles: Altstadt Köpenick                               | 1894 von F. Pfeiffer                                                                                        |                                 |
| 09095646 | Alter Markt 10 (Lage)                                | Wohnhaus Bestandteil des Ensembles: Altstadt Köpenick                                | um 1680 |                                 |
| 09095646 | Alter Markt 10 (Lage)                                | Wohnhaus Bestandteil des Ensembles: Altstadt Köpenick                                | nördlicher Anbau 1763, Umbau 1830                                                                           |                                 |
| 09095646 | Alter Markt 10 (Lage)                                | Wohnhaus Bestandteil des Ensembles: Altstadt Köpenick                                | Schmiede, 1907 von Gustav Haffmann                                                                          |                                 |
| 09095584 | Alt-Köpenick 9 (Lage)                                | Laurentiuskirche Bestandteil des Ensembles: Altstadt Köpenick                        | 1838–1841 von Butzke, mit umgebender Freifläche                                                             |                                 |
| 09095631 | Alt-Köpenick 10 (Lage)                               | Wohnhaus Bestandteil des Ensembles: Altstadt Köpenick                                | 1712 unter Verwendung älterer Substanz                                                                      |                                 |
| 09095631 | Alt-Köpenick 10 (Lage)                               | Zigarrenfabrik                                                                       | 1896 von Friedrich Lahne                                                                                    |                                 |
| 09095634 | Alt-Köpenick 15 (Lage)                               | Andersonsches Palais Bestandteil des Ensembles: Altstadt Köpenick                    | Wohnhaus, um 1770                                                                                           |                                 |
| 09095583 | Alt-Köpenick 21–29 Böttcherstraße Rosenstraße (Lage) | Rathaus Köpenick Bestandteil des Ensembles: Altstadt Köpenick                        | 1901–1904 von Schütte und Kinzer, Erweiterungen 1926–1927 und 1936–1939                                     |                                 |
| 09095638 | Alt-Köpenick 36 (Lage)                               | Wohnhaus Bestandteil des Ensembles: Altstadt Köpenick                                | 1616, Umbauten 1728 und 1934                                                                                |                                 |
| 09095639 | Alt-Köpenick 38 (Lage)                               | Wohnhaus Bestandteil des Ensembles: Altstadt Köpenick                                | 1718 |                                 |
| 09045758 | Am Generalshof 7 (Lage)                              | Evangelisches Gemeindehaus                                                           | 1927–1928 von Otto Firle                                                                                    |                                 |
| 09045753 | Am Maria-Jankowski-Park 6 (Lage)                     | Ötting- oder Kathreiner-Villa mit Villengarten                                       | um 1880 | Außenansicht · Treppenhaus 2011 |
| 09045791 | Am Generalshof 10 (Lage)                             | Abwasserpumpwerk Köpenick II                                                         | 1906–1907 von Hugo Kinzer                                                                                   |                                 |
| 09045759 | Bahnhofstraße (Lage)                                 | S-Bahnhof Köpenick                                                                   | Bahnhofsgebäude, um 1900 von Waldemar Suadicani und Karl Cornelius                                          | S-Bahnhof Köpenick              |
| 09045759 | Bahnhofstraße (Lage)                                 | S-Bahnhof Köpenick                                                                   | Bahnsteig                                                                                                   | S-Bahnhof Köpenick              |
| 09045759 | Bahnhofstraße (Lage)                                 | S-Bahnhof Köpenick                                                                   | Stellwerk                                                                                                   |                                 |
| 09045759 | Bahnhofstraße (Lage)                                 | Teilverlust:                                                                         | Eisenbahnbrücke über die Bahnhofstraße, 11/2024 aberkannt                                                   | S-Bahnhof Köpenick              |
| 09045750 | Bahnhofstraße 4 (Lage)                               | Mietshaus                                                                            | 1901 von Hermann Kalbitz                                                                                    |                                 |
| 09045751 | Bahnhofstraße 19 (Lage)                              | Wohn- und Geschäftshaus                                                              | um 1925 Parrisiusstraße 1                                                                                   |                                 |
| 09045784 | Ernst-Grube-Straße 16–20 (Lage)                      | Holzhaus                                                                             | 1926 von der Wolgaster Holzhäuser-Gesellschaft                                                              |                                 |
| 09045782 | Färberstraße 17–19 (Lage)                            | Doppelhaus der Werkssiedlung Spindler                                                | 1887 |                                 |
| 09095648 | Freiheit 1 (Lage)                                    | Wohn- und Geschäftshaus Bestandteil des Ensembles: Altstadt Köpenick                 | 1905 von Albert Eveking und Joseph Schewe Gebaut für die 1875 gegründete Köpenicker Bank                    |                                 |
| 09095594 | Freiheit 12 (Lage)                                   | Seidenmanufaktur Bestandteil des Ensembles: Altstadt Köpenick                        | 1775 |                                 |
| 09095594 | Freiheit 12 (Lage)                                   | Seidenmanufaktur Bestandteil des Ensembles: Altstadt Köpenick                        | Großwäscherei, 1903                                                                                         |                                 |
| 09095594 | Freiheit 12 (Lage)                                   | Teilverlust: Großwäscherei                                                           | Teilabriss nach 2006 für Uferpromenade                                                                      |                                 |
| 09095595 | Freiheit 12A–C (Lage)                                | Seidenmanufaktur Bestandteil des Ensembles: Altstadt Köpenick                        | um 1788 |                                 |
| 09095595 | Freiheit 12A–C (Lage)                                | Seidenmanufaktur Bestandteil des Ensembles: Altstadt Köpenick                        | Putztuchfabrik mit Schornstein, 1909 von Lahne & Bauch                                                      |                                 |
| 09095595 | Freiheit 12A–C (Lage)                                | Teilverlust: Seitenflügel                                                            | Abriss um 2000                                                                                              |                                 |
| 09095596 | Freiheit 14 (Lage)                                   | Pfarrhaus der Ev. Schloßkirchengemeinde Bestandteil des Ensembles: Altstadt Köpenick | 1854 |                                 |
| 09095597 | Freiheit 15 (Lage)                                   | Mädchen-Mittelschule Bestandteil des Ensembles: Altstadt Köpenick                    | 1907 |                                 |
| 09095597 | Freiheit 15 (Lage)                                   | Mädchen-Mittelschule Bestandteil des Ensembles: Altstadt Köpenick                    | Turnhalle                                                                                                   |                                 |
| 09095651 | Freiheit 16 (Lage)                                   | Amtsgericht und Gefängnis Bestandteil des Ensembles: Altstadt Köpenick               | 1878–1879                                                                                                   |                                 |
| 09095651 | Freiheit 16 (Lage)                                   | Amtsgericht und Gefängnis Bestandteil des Ensembles: Altstadt Köpenick               | Gefängnis                                                                                                   |                                 |
| 09045799 | Friedrichshagener Straße 6 (Lage)                    | Kalkbrandofen                                                                        | 1890 |                                 |
| 09046374 | Friedrichshagener Straße 11–12 (Lage)                | C. J. Vogel Draht- und Kabelwerke AG                                                 | 1916–1921 von Karl Stodieck; von 1952 bis 1990: VEB Kabelwerk Köpenick                                      | ehemalige Kabelwerke            |
| 09045780 | Friedrichshagener Straße 42 (Lage)                   | Gärtnerhaus des Schlösschens Bellevue                                                | 1715 |                                 |
| 09045797 | Grünauer Straße 57–59 (Lage)                         | Gießerei                                                                             | um 1890 |                                 |
| 09045797 | Grünauer Straße 57–59 (Lage)                         | Teilverlust:                                                                         | Abriss großer Teile im Jahr 2006 für Umbau in Wohnungen                                                     |                                 |
| 09095607 | Katzengraben 3 (Lage)                                | Mietshaus Bestandteil des Ensembles: Altstadt Köpenick                               | 1765 |                                 |
| 09095607 | Katzengraben 3 (Lage)                                | Teilverlust: Seitenflügel                                                            | Abriss um 2000                                                                                              |                                 |
| 09095609 | Katzengraben 9 (Lage)                                | Mietshaus mit Seitenflügel Bestandteil des Ensembles: Alt-Köpenick                   | 1863 von H. Thiele                                                                                          |                                 |
| 09095610 | Katzengraben 11 (Lage)                               | Wohnhaus Bestandteil des Ensembles: Altstadt Köpenick                                | 1755, Umbau 1869 von H. Thiele                                                                              |                                 |
| 09095612 | Katzengraben 14 (Lage)                               | Wohnhaus Bestandteil des Ensembles: Altstadt Köpenick                                | 1683, Umbau 1863                                                                                            |                                 |
| 09095615 | Katzengraben 19 Spindlergasse (Lage)                 | Wohnhaus Bestandteil des Ensembles: Altstadt Köpenick                                | 1837 von Weinziehr                                                                                          |                                 |
| 09095615 | Katzengraben 19 Spindlergasse (Lage)                 | Wohnhaus Bestandteil des Ensembles: Altstadt Köpenick                                | zweigeschossiger Seitenflügel, 1885                                                                         |                                 |
| 09095615 | Katzengraben 19 Spindlergasse (Lage)                 | Wohnhaus Bestandteil des Ensembles: Altstadt Köpenick                                | Dampfwäscherei mit Einfriedung und Hoftor, 1904 von Heinrich Timm, Erweiterung 1912/14                      |                                 |
| 09095812 | Kietz 6 (Lage)                                       | Fischerhaus Bestandteil des Ensembles: Dorfanlage Kietz                              | 2. Viertel 18. Jahrhundert                                                                                  |                                 |
| 09095812 | Kietz 6 (Lage)                                       | Teilverlust: Nebengebäude                                                            | Abriss um 2000                                                                                              |                                 |
| 09095818 | Kietz 12 (Lage)                                      | Fischerhaus Bestandteil des Ensembles: Dorfanlage Kietz                              | 2. Hälfte 18. Jahrhundert, Umbau 1871 von C. Buckow                                                         | Fischerhaus                     |
| 09095818 | Kietz 12 (Lage)                                      | Nebengebäude                                                                         | 1871–1876                                                                                                   |                                 |
| 09095818 | Kietz 12 (Lage)                                      | Teilverlust: Nebengebäude                                                            | Abriss um 2000                                                                                              |                                 |
| 09095826 | Kietz 19 (Lage)                                      | Fischerhaus Bestandteil des Ensembles: Dorfanlage Kietz                              | um 1710, Umbau um 1850                                                                                      |                                 |
| 09095826 | Kietz 19 (Lage)                                      | Nebengebäude                                                                         | 4. Viertel 19. Jahrhundert                                                                                  |                                 |
| 09095826 | Kietz 19 (Lage)                                      | Teilverlust: Nebengebäude                                                            | Abriss um 2000                                                                                              |                                 |
| 09095829 | Kietz 21 (Lage)                                      | Fischerhaus Bestandteil des Ensembles: Dorfanlage Kietz                              | 4. Viertel 18. Jahrhundert, Umbau 1826                                                                      |                                 |
| 09095829 | Kietz 21 (Lage)                                      | Nebengebäude                                                                         | 4. Viertel 19. Jahrhundert                                                                                  |                                 |
| 09095837 | Kietz 27 (Lage)                                      | Fischerhaus Bestandteil des Ensembles: Dorfanlage Kietz                              | 1727 |                                 |
| 09095618 | Kietzer Straße 4 (Lage)                              | Wohn- und Geschäftshaus Bestandteil des Ensembles: Altstadt Köpenick                 | 1897 von Friedrich Lahne                                                                                    |                                 |
| 09095624 | Kirchstraße 4 (Lage)                                 | Pfarrhaus der St.-Laurentius-Gemeinde Bestandteil des Ensembles: Altstadt Köpenick   | 1901 von Werner Bauch                                                                                       |                                 |
| 09095633 | Laurenzstraße 1, 1A (Lage)                           | Seitengebäude Bestandteil des Ensembles: Altstadt Köpenick                           | 1852 von Thiele sen., 1935 von Werner Bauch                                                                 |                                 |
| 09097844 | Lienhardweg 1 (Lage)                                 | Einfamilienhaus Buchholz                                                             | 1929–1930 von Baugeschäft Johannes Ulbrich                                                                  |                                 |
| 09097843 | Lienhardweg 49 (Lage)                                | Wohnhaus Hansen                                                                      | Wissenschaftlerwohnhaus, 1939–1940 von Hermann Brenner und Werner Deutschmann                               |                                 |
| 09097843 | Lienhardweg 49 (Lage)                                | Wohnhaus Hansen                                                                      | Garage |                                 |
| 09045762 | Lindenstraße 33, 33A (Lage)                          | Elektrischer Stützpunkt Köpenick                                                     | 1928–1929 von Hans Heinrich Müller                                                                          |                                 |
| 09045763 | Lindenstraße 35 (Lage)                               | Fabrikantenvilla                                                                     | nach 1871                                                                                                   |                                 |
| 09045765 | Lindenstraße 42 (Lage)                               | Posthaus Köpenick                                                                    | 1892–1893 von E. W. J. Zimmermann, Erweiterung 1906                                                         |                                 |
| 09045720 | Lindenstraße 43 (Lage)                               | Kath. Kirche St. Josef                                                               | 1898–1899 von Paul Franke, Wiederaufbau nach 1945, Instandsetzung 1957-1968                                 |                                 |
| 09045720 | Lindenstraße 43 (Lage)                               | Kath. Kirche St. Josef                                                               | Pfarrhaus, 1909 von Paul Franke                                                                             |                                 |
| 09045720 | Lindenstraße 43 (Lage)                               | Kath. Kirche St. Josef                                                               | Einfriedung                                                                                                 |                                 |
| 09045766 | Lindenstraße 44 (Lage)                               | Villa                                                                                | 1875, Umbau 1880 von C. Schubert. Die Villa wurde in der DDR-Zeit als Verwaltungssitz für den FDGB genutzt. |                                 |
| 09097855 | Logauweg 2 Zum Langen See 23 (Lage)                  | Wohnhaus Riedel, Fertigteilhaus in Holzbauweise                                      | 1924 von der Aktiengesellschaft für Bauausführungen, Verandaanbau, 1935                                     |                                 |
| 09045828 | Möllhausenufer 2–4 (Lage)                            | Wohnhaus mit Vorgarten und Terrasse                                                  | 1926–1927 von Heinrich Möller                                                                               |                                 |
| 09066759 | Müggelheimer Straße Oberspreestraße (Lage)           | Lange Brücke über die Dahme                                                          | 1890 von Gustav Tolkmitt                                                                                    |                                 |
| 09020084 | Niebergallstraße 6 (Lage)                            | Landhaus Boehme                                                                      | 1903–1904 von Emil Prüß                                                                                     |                                 |
| 09045788 | Ostendorfstraße 60 (Lage)                            | Landhaus Weber                                                                       | 1924 von Jean Krämer                                                                                        |                                 |
| 09012470 | Platz des 23. April (Lage)                           | Mahnmal für die Opfer der Köpenicker Blutwoche                                       | 1966–1970 von Walter Sutkowski                                                                              |                                 |
| 09045629 | Platz des 23. April 1 (Lage)                         | Umformerstation und Bedürfnisanstalt                                                 | 1903 von Hugo Kinzer (?)                                                                                    |                                 |
| 09020344 | Seelenbinderstraße 21 (Lage)                         | Wohn- und Geschäftshaus                                                              | vor 1930 von Heinrich Möller                                                                                |                                 |
| 09045806 | Seelenbinderstraße 91–99 (Lage)                      | Polizeidienstschule                                                                  | 1930–1931 von Conrad Beckmann                                                                               |                                 |
| 09045807 | Slevogtweg 5–9 (Lage)                                | Wohnhaus                                                                             | 1914–1915 von Kurt Schramm                                                                                  |                                 |
| 09045793 | Straße zum Müggelturm 1 (Lage)                       | Müggelturm                                                                           | Turm, 1960-1961 von Jörg Streitparth, Siegfried Wagner und Klaus Weißhaupt                                  |                                 |
| 09045793 | Straße zum Müggelturm 1 (Lage)                       | Müggelturm                                                                           | Café- und Restaurantanlage                                                                                  |                                 |
| 09045785 | Wendenschloßstraße 93 (Lage)                         | Abwasserpumpwerk Köpenick I                                                          | 1906 von Hugo Kinzer                                                                                        |                                 |
| 09045795 | Westendstraße 4–6 (Lage)                             | Doppelhaus                                                                           | 1912–1913 von den Gebrüdern Vobach                                                                          |                                 |

## Gartendenkmale
| Nr.      | Lage | Offizielle Bezeichnung                     | Beschreibung | Bild                 |
| -------- | --- | ------------------------------------------ | --- | -------------------- |
| 09046024 | Friedrichshagener Straße (Lage)                                                                                      | Bellevuepark                               | 1766, 1927–1928, 1953 |                      |
| 09046030 | Müggelheimer Damm (Lage)                                                                                             | Volkspark Köpenick                         | 1928–1929 von Erwin Barth, Umgestaltungen und Reduzierung 1970er und 1980er Jahre, Teilwiederherstellung 1995–1996 |                      |
| 09046038 | Pflanzgartenplatz Dammheidestraße Güldenauer Weg (ab Kleinschewskistraße) Pflanzgartenstraße Unter den Birken (Lage) | Freiflächen der Landhauskolonie Uhlenhorst | 1910–1918 von Wilhelm Liefert und Erich Peters |                      |
| 09046038 | Pflanzgartenplatz Dammheidestraße Güldenauer Weg (ab Kleinschewskistraße) Pflanzgartenstraße Unter den Birken (Lage) | Freiflächen der Landhauskolonie Uhlenhorst | Parkanlage |                      |
| 09046038 | Pflanzgartenplatz Dammheidestraße Güldenauer Weg (ab Kleinschewskistraße) Pflanzgartenstraße Unter den Birken (Lage) | Freiflächen der Landhauskolonie Uhlenhorst | Straßen und Wege |                      |
| 09046038 | Pflanzgartenplatz Dammheidestraße Güldenauer Weg (ab Kleinschewskistraße) Pflanzgartenstraße Unter den Birken (Lage) | Freiflächen der Landhauskolonie Uhlenhorst | Gasbeleuchtung |                      |
| 09046038 | Pflanzgartenplatz Dammheidestraße Güldenauer Weg (ab Kleinschewskistraße) Pflanzgartenstraße Unter den Birken (Lage) | Freiflächen der Landhauskolonie Uhlenhorst | Straßenbepflanzung |                      |
| 09046033 | Rudower Straße 23 Adlershofer Straße (Lage)                                                                          | Friedhof der Laurentiusgemeinde            | 1811, Erweiterungen 1831, 1846, 1883 |                      |
| 09046033 | Rudower Straße 23 Adlershofer Straße (Lage)                                                                          | Friedhof der Laurentiusgemeinde            | Einbezug des um 1754 angelegten Friedhofs Schönerlinde, Erweiterungen 1889, 1891 |                      |
| 09046033 | Rudower Straße 23 Adlershofer Straße (Lage)                                                                          | Friedhof der Laurentiusgemeinde            | Glocke, gegossen 1561 von Andreas Moldenhauer, Glockenstuhl, 1950er Jahre |                      |
| 09046033 | Rudower Straße 23 Adlershofer Straße (Lage)                                                                          | Friedhof der Laurentiusgemeinde            | Friedhofskapelle, 1880 von Schmidt, Umgestaltung 1926 von Otto Firle |                      |
| 09046033 | Rudower Straße 23 Adlershofer Straße (Lage)                                                                          | Friedhof der Laurentiusgemeinde            | Totengräberhaus, 1892 |                      |
| 09046033 | Rudower Straße 23 Adlershofer Straße (Lage)                                                                          | Friedhof der Laurentiusgemeinde            | Friedhofsverwaltung und Haupteingang, 1930 von Otto Firle |                      |
| 09046033 | Rudower Straße 23 Adlershofer Straße (Lage)                                                                          | Teilverlust: (03/2023 aberkannt)           | Anlage von 1811 mit Erweiterung von 1891, Friedhof einschließlich Eingangssituation mit Grabmal C. Schmid; † 1700, und Grabmal Chr. Römer; † 1701; Grabmal Chr. Frankenberg; † 1786 und Franz Adam Frankenberg; † 1799 |                      |
| 09046033 | Rudower Straße 23 Adlershofer Straße (Lage)                                                                          | Teilverlust: (03/2023 aberkannt)           | Mausoleum in Park III, um 1820 |                      |
| 09046033 | Rudower Straße 23 Adlershofer Straße (Lage)                                                                          | Teilverlust: (03/2023 aberkannt)           | Grabmal Johann III Bernoulli, um 1830 |                      |
| 09046033 | Rudower Straße 23 Adlershofer Straße (Lage)                                                                          | Teilverlust: (03/2023 aberkannt)           | Grabmal Langerhans, um 1920 |                      |
| 09046034 | Schlossinsel Köpenick (Lage)                                                                                         | Schlossgarten                              | 1677, 1804, 1962–1964, 1970er Jahre von Helmut Lichey (siehe auch Gesamtanlage Schloss Köpenick) | Schlosspark Köpenick |
| 09046036 | Wendenschloßstraße 254 (Lage)                                                                                        | Marienhain                                 | Villengarten Bolle, um 1880 (siehe auch Gesamtanlage Villa Bolle) |                      |
| 09046036 | Wendenschloßstraße 254 (Lage)                                                                                        | Marienhain                                 | gepflasterte Zufahrt mit Rahmenpflanzungen |                      |

## Bodendenkmale
| Nr.      | Lage                         | Offizielle Bezeichnung                                                                                      | Beschreibung | Bild                                                                     |
| -------- | ---------------------------- | --- | --- | ------------------------------------------------------------------------ |
| 09097768 | Schlossinsel Köpenick (Lage) | Jungbronzezeitliche Wallanlage, slawische und frühdeutsche Burgwallanlagen, spätmittelalterliche Burganlage | Fundamente renaissancezeitlicher Rundtürme und Fundamente des barocken Hauptflügels (siehe auch Gartendenkmal Schlossgarten und Gesamtanlage Schloss Köpenick) | Ein Teil der spätmittelalterlichen Fundamente bei Grabungen im Jahr 1998 |

## Ehemalige Denkmale
| Nr.      | Lage                     | Offizielle Bezeichnung | Beschreibung                                                                          | Bild |
| -------- | ------------------------ | ---------------------- | ------------------------------------------------------------------------------------- | ---- |
| 09046021 | Borgmannstraße 7 (Lage)  | Hofanlage              | um 1900, 2022 aberkannt                                                               |      |
| 09097812 | Ostendorfstraße 7 (Lage) | Holzhaus, Sommerhaus   | 1911 von der Berliner Hausbaugesellschaft, wurde 2016 versetzt nach Albrechtsteerofen |      |
| 09020093 | Zum Langen See 48 (Lage) | Landhaus Winkelmann    | 1902 von Hugo Winkelmann, 2023 aberkannt, Abriss ist erfolgt                          |      |